# Ostpreußen

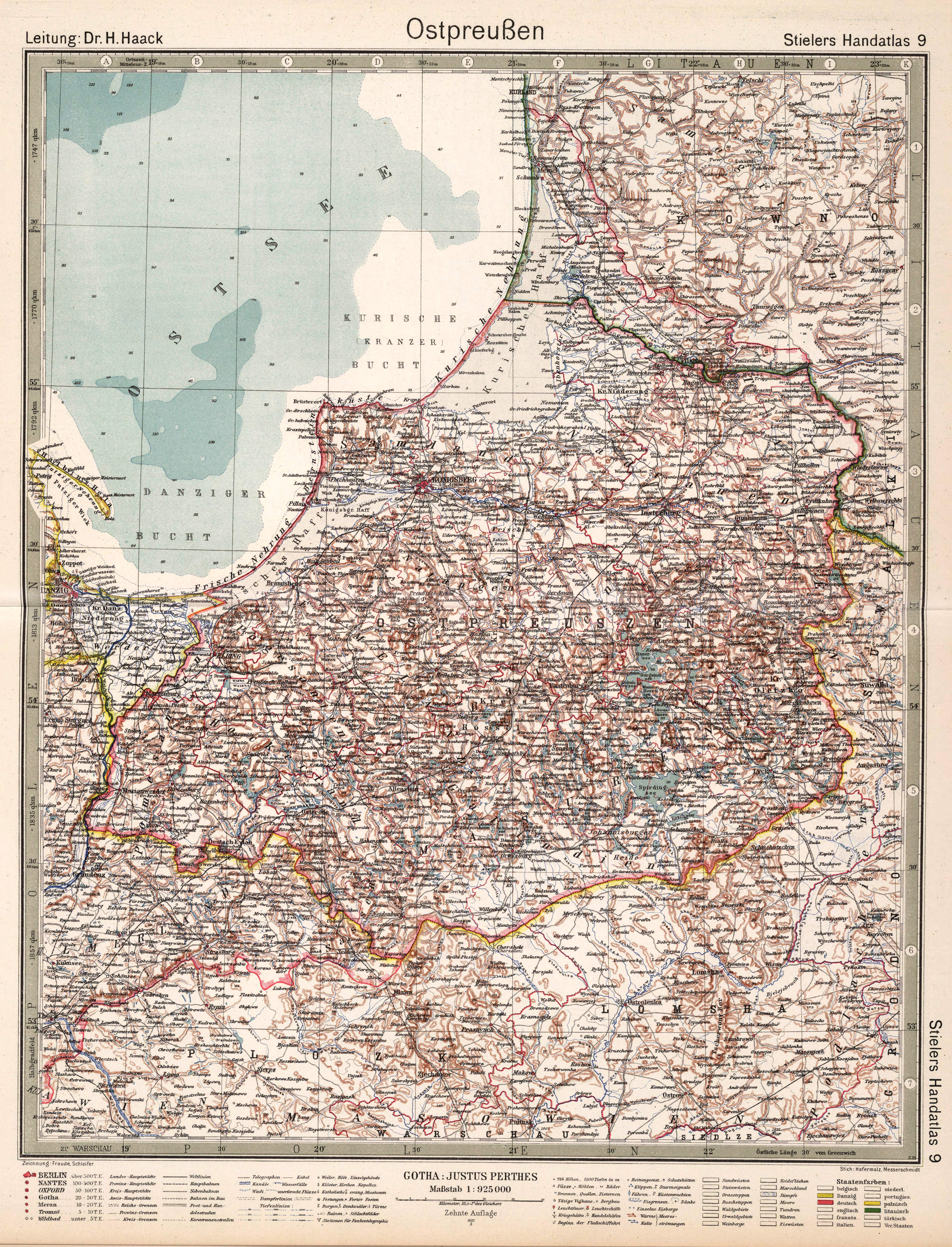
Ostpreußen 1919–1937

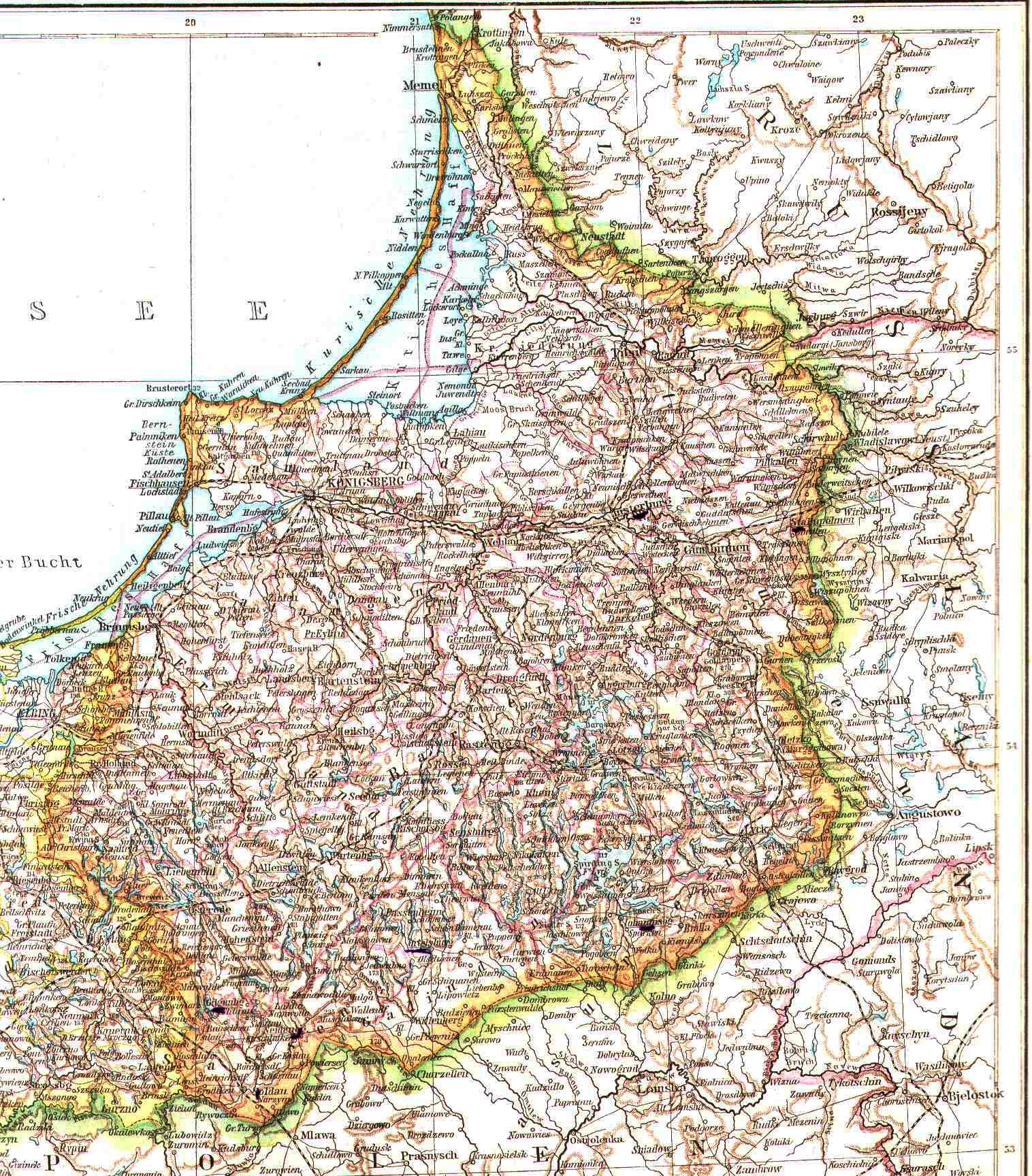
Karte von Ostpreußen, 1871–1918 (als Provinz des Landes Preußen im Deutschen Reich)

Wappen der Provinz Ostpreußen. Es war zugleich das kleine Wappen des Staates Preußen.

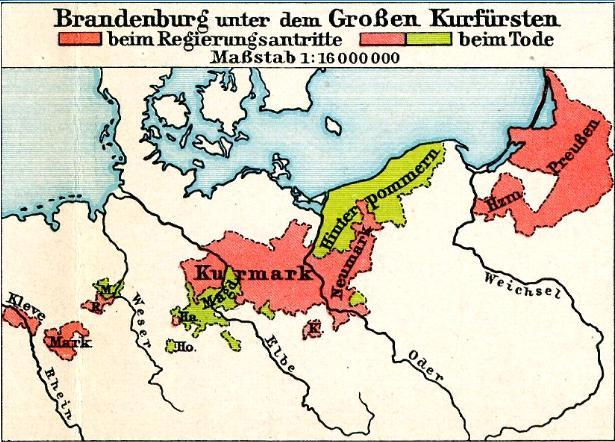
Brandenburg-Preußen als noch voneinander getrennte Territorien, rot: Bestand 1640; grün: Zuwachs bis 1688

Ostpreußen am östlichen Rand Deutschlands, 1871–1918 (als Provinz des Landes Preußen im Deutschen Reich)

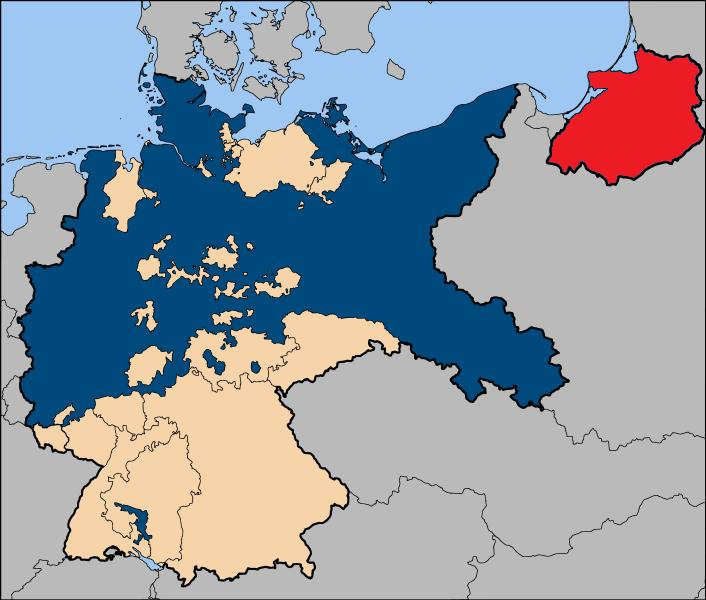
Ostpreußen als Exklave von Deutschland, 1920 bis 1939 (als Provinz des Freistaates Preußen im Deutschen Reich)

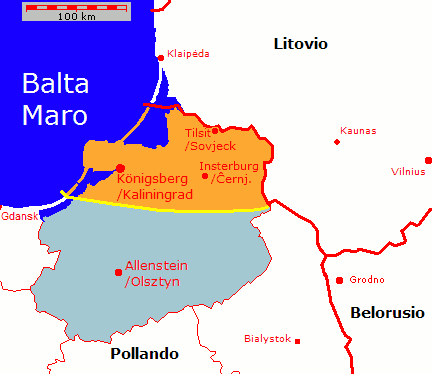
Nach 1945 geteiltes Ostpreußen in eine sowjetische Oblast (Norden) und eine polnische Woiwodschaft (Süden)

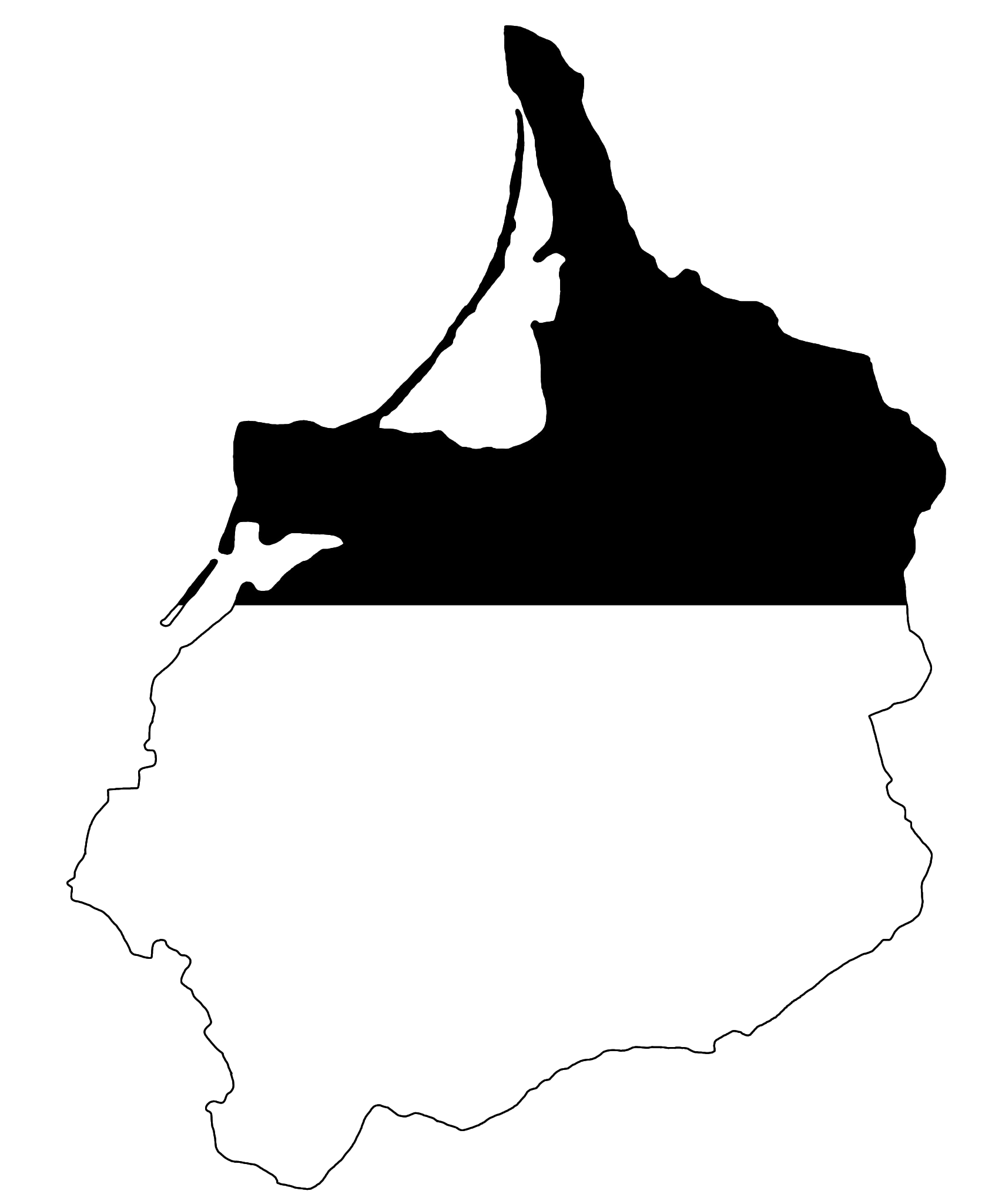
Karte und Flagge Ostpreußens (vor dem Ersten Weltkrieg)

Ostpreußen nach dem Ersten Weltkrieg

Ostpreußen (niederpreußisch Ostpreißen) war die nordöstlichste Provinz des bis 1945 bestehenden Staates Preußen.
Das ursprüngliche Siedlungsgebiet des baltischen Stammes der Prußen wurde im 13. Jahrhundert zum Kernland des Deutschordensstaates, im 16. Jahrhundert zum Herzogtum Preußen unter polnischer Lehenshoheit, das 1618 durch Erbschaft an die hohenzollerschen Kurfürsten von Brandenburg fiel.
Kurfürst Friedrich III. erhob das 1657 souverän gewordene Herzogtum zum Königreich Preußen, als er sich in dessen Hauptstadt Königsberg 1701 zum preußischen König Friedrich I. krönte. Als gemeinsamer Name für alle hohenzollerschen inner- und außerhalb des Heiligen Römischen Reiches (HRR) liegenden Länder bürgerte sich später die Kurzform Preußen ein. Als Preußen 1772 das westlich anschließende Polnisch-Preußen unter der Bezeichnung Westpreußen annektiert hatte, verordnete König Friedrich II. für den nordöstlichen Landesteil 1773 den Provinz-Namen Ostpreußen.
Bevor das Herzogtum Preußen 1525 entstand, hatte der Deutsche Ritterorden die in der historischen Landschaft Preußen ansässigen Prußen gewaltsam unterworfen und christianisiert. „Der Ordensstaat wurde [bereits] als ‚Preußen‘ bekannt, und die deutschen und slawischen Kolonisten […] nannten sich selbst Preußen.“ Das Herzogtum Preußen ging aus dem größten Teil des prußischen Gebietes, das Kerngebiet des Deutschordensstaates war, hervor.
Gemäß dem Versailler Vertrag wurde Westpreußen 1920 mit Ausnahme seines 1772 in Ostpreußen eingegliederten, östlich von Weichsel und Nogat liegenden Teils an Polen abgetreten. Ostpreußen, von dem nur das Memelland abgetrennt wurde, blieb als Teil des Freistaates Preußen innerhalb des Deutschen Reiches bestehen.
1945 erhielt die Sowjetunion den Nordteil Ostpreußens, und der südliche Teil wurde polnischer Hoheit unterstellt. Durch die in beiden Teilen anschließend erfolgte Vertreibung der deutschen Bevölkerung und die Neubesiedlung mit Polen und aus der Sowjetunion stammenden Bewohnern endete Ostpreußen nach Ende des Zweiten Weltkriegs als historische Landschaft. Mit dem Zwei-plus-Vier-Vertrag vom September 1990 wurden die seit 1945 in Ostpreußen de facto geltenden Besitzverhältnisse völkerrechtlich verbindlich geregelt.

## Geographie
Das Landschaftsbild des nördlichen Ostpreußen wird von leicht gewelltem Flachland mit Moränenhügeln, größtenteils versteppten Wiesen und Feldern sowie viel Wald bestimmt, der von breiten Flussniederungen und Moorgebieten unterbrochen wird. Größte Flüsse sind der Pregel und die Memel, weitere Flüsse sind die Łyna bzw. Lawa (Alle), die Angrapa (Angerapp), die Krasnaja (Rominte) und die Dejma (Deime). Angrenzend an das Kurische Haff im Nordwesten befinden sich die Elchniederung (Lossinaja Dolina) und das Große Moosbruch, eine Moorlandschaft, die zum Teil trockengelegt worden ist.

Physische Karte von Ostpreußen im Jahr 1905

Zwischen dem Kurischen Haff und dem Frischen Haff im Süden befindet sich das an die Ostsee grenzende Samland.
Das südliche Ostpreußen ist durch die Masurische Seenplatte geprägt.
Im Südosten liegt die Rominter Heide mit dem Wystiter See und dem Wystiter Hügelland.
Große Teile des Bodens gehören zu den Bodenklassen 4 und 5. Als Rohstoffe sind Sand und Kies für das Bauwesen und Lehm, Torf und Ton für die keramische Industrie vorhanden. Etwa 30 Prozent Ostpreußens sind bewaldet.
Neben der Hauptstadt Königsberg waren Elbing, Tilsit, Allenstein und Insterburg die größten Städte (Zählung von 1939). Alle anderen hatten weniger als 50.000 Einwohner.
Durch die verhältnismäßig geringe Bevölkerungsdichte (66,5 Einwohnern je km²) konnten sich in Ostpreußen viele im Rest des damaligen Deutschlands bereits ausgestorbene Tiere erhalten. So gab es 1945 in Ostpreußen eine Population von Elchen und Wölfen. Bis heute (2023) gibt es relativ viele Störche, was auch Wesentliches über die dort vorherrschenden Landschaftsformen und ihre Bewirtschaftung aussagt.
Bekannt waren auch einige Öl- und Gasvorkommen.

## Geschichte

### Ur- und Frühgeschichte
Archäologische Funde bezeugen menschliche Besiedlung an der Südküste der Ostsee am Ende der Weichsel-Eiszeit etwa im 11. Jahrtausend v. Chr. Die Vereisung hatte hier um 16.000 v. Chr. geendet. Im Besonderen sind die Memel-Kultur (ab 7.000 v. Chr.), die Narva-Kultur (ab 5.300 v. Chr.) und die Haffküsten-Kultur (eine Gruppe der Schnurkeramik, ab 2.700 v. Chr.) nachgewiesen.
In der frühen Eisenzeit (6.–1. Jahrhundert v. Chr.) lebten im Gebiet zwischen Ermland und Memel die Vertreter der Westbaltischen Hügelgräberkultur. Ein eisenzeitliches Gräberfeld mit etwa 3000 Gräbern wurde im Jahre 1873 zwischen Braunswalde und Willenberg nahe Marienburg gefunden. Die nach dieser Fundstätte benannten Braunswalde-Willenberg-Funde, heute auch als Wielbark-Kultur bezeichnet, zeichnet sich durch eine Mischung skandinavischer und kontinentaler Elemente aus und wird in der Forschung mit den in den antiken Quellen beschriebenen Goten verbunden. Zu deren Verbreitungsgebiet gehörte, neben dem Gebiet um die Weichselmündung und die Regionen südlich davon, der äußerste Westen Ostpreußens. Die Goten siedelten im letzten Jahrhundert vor der christlichen Zeitenwende in das Gebiet um die untere Weichsel, wanderten aber ab etwa 200 n. Chr. nach Südosten ab.
Im restlichen Gebiet Ostpreußens war seit dem 1. Jahrhundert n. Chr. die Westbaltische Kultur verbreitet, mit der Olsztyn-Gruppe, der Sudauer Gruppe, der Dollkeim-Gruppe und der Memelland-Gruppe.
Spätestens deren Vertreter müssen als baltische Gruppen angesehen werden.
98 n. Chr. berichtete Tacitus in seiner Germania über das Volk der Aesti gentes. Diese waren aller Wahrscheinlichkeit nach die Vorgänger der ab dem 9. Jahrhundert als Prußen bezeichneten westbaltischen Stämme.
Im 2. Jahrhundert erwähnte Claudius Ptolemäus die Stämme der Galindai (Γαλίνδαι) und Sudinoi (Σουδινοί), die wahrscheinlich den westlichen (Olsztyn-Gruppe) bzw. den östlichen Teil (Sudauer Gruppe) des später ostpreußischen Gebietes bewohnten.
In seiner um 550 verfassten Getica zählt der gotische Geschichtsschreiber Jordanes die Aesti zum Gotischen Reich, das bis etwa 375 nördlich des Schwarzen Meeres gelegen hatte.
Im 9. Jahrhundert wird erstmals ein Volk namens Pruzzi erwähnt, von einem als Bayerischer Geograph bekannten Chronisten.
Der Angelsachse Wulfstan bereiste die Ostseeländer im 10. Jahrhundert. In seinem Bericht unterschied er das östlich der Weichsel gelegene „Witland“ vom westlich des Flusses gelegenen Land der Winoten und bezeichnete seine Einwohner, wie die antiken Autoren auch als „Ēstas“.
Die ostbaltischen Litauer wurden im 11. Jahrhundert erstmals beschrieben. Doch erst mit der Zeit der Christianisierung und der damit verbundenen Schriftkultur fing man an, schriftliche Dokumente zu führen, die detaillierte Informationen enthalten.
Die Prussia-Sammlung war die bedeutendste Sammlung archäologischer Fundstücke.

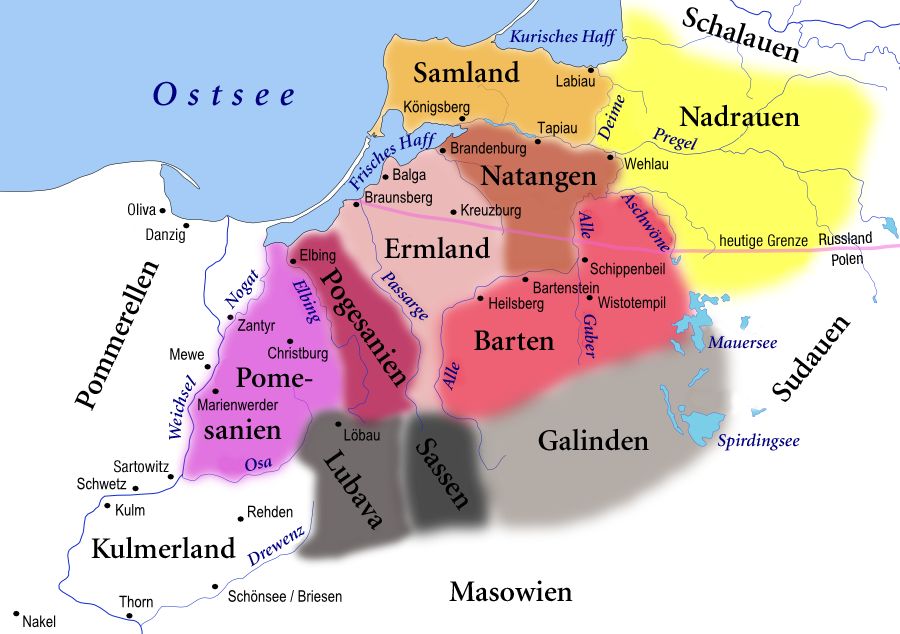
Preußische Stammesgebiete im 13. Jahrhundert

Prußische Stammesgebietesiehe nebenstehende Landkarte; Aufzählung im Uhrzeigersinn
- Pomesanien
- Pogesanien
- Ermland
- Natangen
- Samland
- Schalauen
- Nadrauen
- Sudauen
- Galinden
- Sassen
- Lubawa
- Barten

Baltische und westslawische Grenzgebietesiehe nebenstehende Landkarte; Aufzählung im Uhrzeigersinn
- Kulmerland
- Pommerellen
- Schalauen
- Sudauen
- Masowien

### Erste Eroberungs- und Missionierungsversuche
Das von baltischen Stämmen an der Ostseeküste besiedelte Gebiet wurde seit dem 10. Jahrhundert zur Interessensphäre der in der Region entstehenden christlichen Staaten. Alle Anstrengungen zur Eroberung des Gebietes standen auch unter dem Vorwand der Missionierung. Die Kaiser des Heiligen Römischen Reiches, im Hochmittelalter die mächtigsten weltlichen Herrscher des Abendlandes, erhoben Anspruch auf nicht christianisierte Gebiete, so Kaiser Friedrich II. in der Goldbulle von Rimini 1226 an den Deutschen Orden.
Die Versuche der polnischen Herrscher, ihre Macht an die noch von Heiden bewohnte Ostseeküste auszudehnen, zeigten nur in Pommern Erfolg. Über einen dieser Vorstöße, bei dem 997 der Missionsbischof Adalbert von Prag im Auftrag von Bolesław I. in die Gegend östlich von Danzig vordrang, berichtet dessen Autobiografie Vita Sancti Adalberti.
Konrad, der Herzog von Masowien, erlitt gegen die zwischen den Unterläufen von Weichsel und Memel siedelnden Prußen empfindliche Rückschläge. Das laut der Älteren Olivachronik zu großen Teilen von Polen besiedelte Kulmerland wurde laut der Chronik des Peter von Dusburg durch Prußen verwüstet. Die Vorstöße der Prußen bedrohten sogar seine Machtbasis Masowien. Der erste Bischof von Preußen wurde 1209 ernannt: Der Zisterzienser Christian von Oliva, vorher Abt von Łękno, nahm seinen Sitz 1215 im 30 Jahre zuvor gegründeten Kloster Oliva, außerhalb Preußens im Herzogtum Pommerellen der Samboriden. Seine Christianisierungsbemühungen waren zunächst nicht von dauerhaftem Erfolg. Der von Konrad I. und Bischof Christian gemeinsam ins Leben gerufene Ritterorden Milites Christi Prussiae, zumeist Orden von Dobrin genannt, konnte zwar Masowien sichern, aber keine Herrschaft über die Prußen etablieren.

### Deutschordensstaat

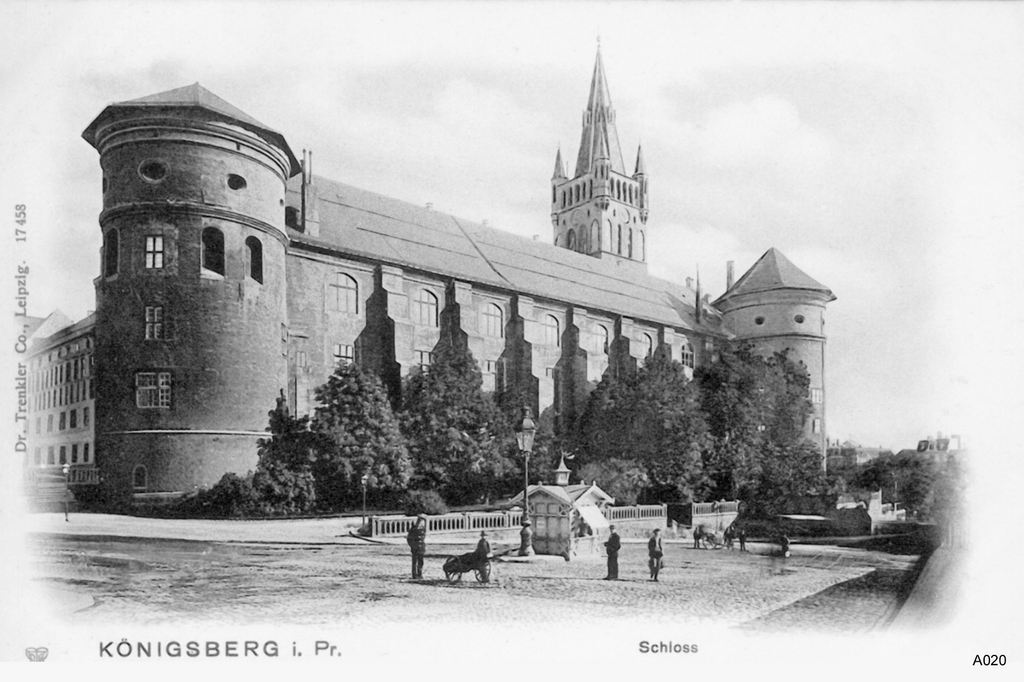
Königsberger Schloss, ehemalige Ordensburg und Hochmeistersitz des Deutschen Ritterordens

Herzog Konrad von Masowien rief den Deutschen Ritterorden zu Hilfe, um ihm bei der Befriedung und Christianisierung der heidnischen Prußen beizustehen, wobei ihm ein zeitlich begrenztes Engagement vorschwebte. Der Orden beabsichtigte dagegen, von Anfang an zu bleiben und sich eine eigene Staatlichkeit zu schaffen. Zur Absicherung von Besitzrechten nahm sein Hochmeister Verhandlungen sowohl mit dem Papst als auch mit dem Kaiser auf. 1226 sicherte der Kaiser dem Orden mit der Goldbulle von Rimini alle Eroberungen im Land der Prußen zu. 1234 erfolgte die päpstliche Bestätigung mit der Bulle von Rieti, worin allerdings alle besetzten Gebiete zum Eigentum des Heiligen Stuhls erklärt wurden.
Seit 1230 begann der Orden von seiner ersten Burg Thorn aus das Kulmerland entlang der Weichsel bis zu deren Mündung in Besitz zu nehmen. Von den 1233 gegründeten Städten Thorn und Kulm aus setzte er seine Eroberungen entlang der Ostseeküste fort. Mit der Gründung von Elbing 1237 verfügte der Orden bald über einen ersten Seehafen. Die 1239 entstandene Burg Balga sicherte den Zugang vom Frischen Haff aus ins offene Meer. Die 1255 nahe der Pregelmündung gegründete Ordensburg erhielt zu Ehren des Kreuzzugführers König Ottokar II. von Böhmen den Namen Königsberg. Aus ihr sollte die gleichnamige Stadt mit dem später endgültigem Hochmeister-Sitz hervorgehen.
Die Siedler wurden gezielt im Heiligen Römischen Reich angeworben. Seit dem 13. Jahrhundert gründeten niederdeutsche Kolonisten eine Vielzahl von Städten und Dörfern. Im Süden und Osten wanderten über Jahrhunderte polnisch- und litauischsprachige Siedler ein, die sich mit prußisch und deutschsprachigen Bewohnern mischten, ihre jeweiligen sprachlichen Traditionen aber behielten.
Um etwa 1280 waren die heidnischen Prußen endgültig unterworfen. Im 15. Jahrhundert kam es zu Konflikten zwischen dem Orden und den Ständen (Städte und Adel), die ihre Freiheit (z. B. die Handelsfreiheit mit dem Ausland) massiv beschnitten sahen. 1440 schlossen sich die Stände im Preußischen Bund zusammen und boten schließlich 1454 dem polnischen König die Oberherrschaft in ihrem Gebiet an. Dieser nahm die Chance wahr für sein Bestreben, die ihn gefährdende Machtkonzentration im Deutschordensstaat endgültig auszuschalten, innerhalb diesem Unterstützung gefunden zu haben. Nach nur teilweisem früheren Erfolg (Schlacht bei Tannenberg 1410) hatte er nach einem weiteren, 13 Jahre dauerndem Krieg gegen den Orden 1466 nachhaltigen Erfolg. Außer Pommerellen links der Weichsel verlor der Ordensstaat auch flussnahe Gebiete auf der anderen Weichselseite. Er wurde außerdem dem polnischen König zu Treueeid und Heeresfolge verpflichtet. Aus den verlorenen Gebieten wurde Polnisch-Preußen mit Sonderstatus, was z. B. für die dortigen deutsch-geprägten Hansestädte eine ungeahnte Blütezeit brachte.

### Herzogtum Preußen

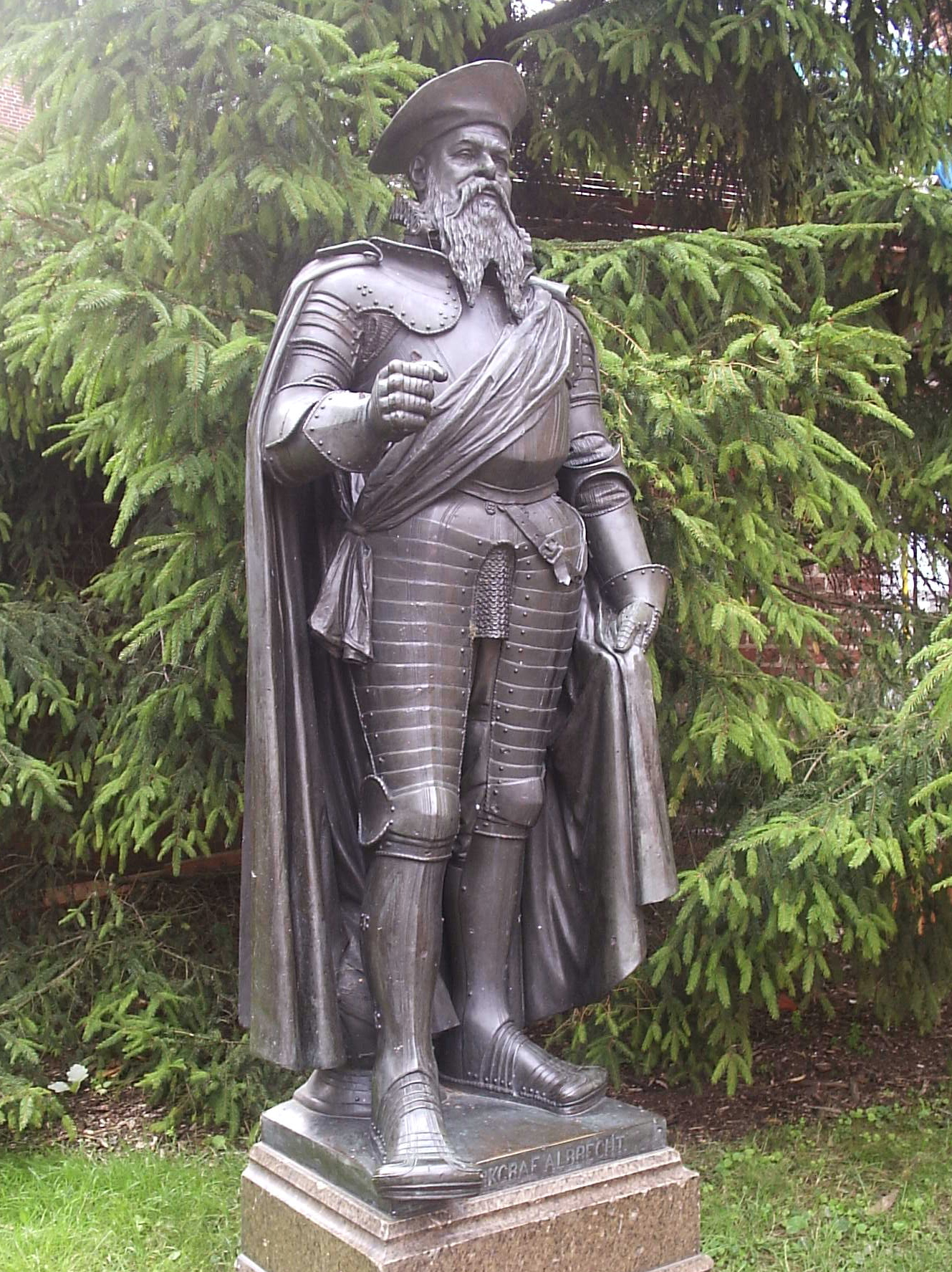
Statue Albrechts von Brandenburg-Ansbach
(letzter Hochmeister des Deutschen Ordens, erster Herzog von Preußen)
in der Ordensburg Marienburg

Der Reststaat des Deutschen Ordens versuchte mehrmals, sich von der Unterwerfung unter den polnischen König zu befreien. Von 1519 bis 1521 führte er unter seinem Hochmeister Albrecht von Brandenburg-Ansbach den sogenannten Reiterkrieg. Nach ergebnislosen Kämpfen kam es zu einem Waffenstillstand, und Albrecht besuchte Martin Luther. Danach bekannte er sich zur Lutherischen Kirche, schloss 1525 Frieden mit Polen, indem er seinen Reststaat als vererbbares Lehen von König Sigismund I. von Polen annahm und ihn als lutherisches Herzogtum Preußen säkularisierte.
Nach dem Tod Herzog Albrechts im Jahre 1568 kam dessen fünfzehnjähriger Sohn Albrecht Friedrich an die Regierung. Wegen dessen Geisteskrankheit setzte 1577 der polnische König Stephan Báthory den Ansbacher Hohenzollern Georg Friedrich als Administrator im Herzogtum ein. Ihm folgte 1605 mit Joachim Friedrich erstmals ein Kurfürst von Brandenburg, dann 1608 Kurfürst Johann Sigismund, Albrechts Schwiegersohn, als Administrator.

### Personalunion mit Brandenburg
Als Albrecht Friedrich 1618 kinderlos starb, erbte Johann Sigismund das Herzogtum Preußen. Dieser verband das Kurfürstentum Brandenburg und das Herzogtum Preußen zur Personalunion Brandenburg-Preußen. Nun wurde das Herzogtum Preußen auch Brandenburgisches Preußen genannt und bis 1701 oft als Fürstentum bezeichnet (so in Kirchenbüchern vor 1700). Nach kriegerischen Erfolgen von Friedrich Wilhelm (der Große Kurfürst) gegen den schwedischen König verzichtete der Bündnispartner Polen auf die Lehenshoheit über das Herzogtum Preußen (Vertrag von Wehlau 1657). Während dieses Krieges hatte der polnische König, als Brandenburg sich zunächst dem König vom Schweden unterworfen hatte, einen fürchterlichen Rachefeldzug (Tatareneinfall) ins südliche Herzogtum durchgeführt. Infolge des Krieges waren die Kurfürsten von Brandenburg zu europäischen Souveränen geworden, deren Territorien im Gegensatz zu denen anderer Souveräne größtenteils im HRR lagen.

### Preußen wird Königreich
Die Souveränität im Herzogtum Preußen nutzte sein Sohn, Kurfürst Friedrich III., um sich 1701 in Königsberg als Friedrich I. zum König zu krönen und damit sein Herzogtum zum „Königreich Preußen“ zu erhöhen.
Seit dem Ende des 17. Jahrhunderts suchte jeder deutsche Fürst es dem französischen Sonnenkönig gleichzutun. Als Ausdruck absolutistischen Machtstrebens genügte es aber nicht, seine Residenz in ein kleines Versailles zu verwandeln, wie es inzwischen außer in Berlin beispielsweise auch in Hannover und in Dresden geschehen war. Als Zauberwort für Macht galt in dieser Zeit der Königstitel. Er versprach Macht sogar, wenn es sich um eine im Ausland erworbene Königskrone handelte. So waren die sächsischen und die hannoverschen Fürsten zugleich Könige in Polen bzw. in England. Der brandenburgische Kurfürst Friedrich III. hingegen erhöhte sich zum König in einem seiner eigenen Länder. Aus seinem Herzogtum Preußen, in dem er die volle Souveränität hatte, machte er ein Königreich (Königreich Preußen). Den damit verbundenen Königstitel konnte er in allen seiner Länder tragen, aber alle seine Länder zusammen waren nicht ein brandenburgisches Königreich, denn die meisten davon lagen innerhalb des römisch-deutschen Kaiserreiches, in dessen Innern keine separaten Königreiche geduldet waren. Der Gesamtstaat Preußen nannte sich Staaten des Königs von Preußen. Der kurze Name des immerhin souveränen „Preußen“ bürgerte sich als „nominelle Klammer“ für den Gesamtstaat ein, weil das Königreich den ranghöheren Landschaftsnamen unter allen seinen Territorien trug.

#### Ostpreußen während des siebenjährigen Krieges
Während des Siebenjährigen Kriegs (1756–1763) eroberten 1757 russische Truppen das Königreich Preußen. Die dortigen Stände huldigten der russischen Kaiserin Elisabeth. Ihr Nachfolger Peter III. war aber ein „privater Friedrich-Enthusiast“, schied aus dem Krieg aus und gab das Königreich 1762 (Frieden von St. Petersburg) an dessen König Friedrich zurück.

#### Aufnahme von Polnisch-Preußen in Preußen
Preußen unter Friedrich II. war nun so mächtig, dass er sich 1772 an der Ersten Teilung Polens beteiligen und Polnisch-Preußen annektieren konnte. Er fügte es zusammen mit weiterem Annektierten dem Königreich Preußen zu, gliederte dieses in zwei Verwaltungseinheiten und verfügte für diese die Begriffe Westpreußen für das Annektierte und Ostpreußen für das Bisherige. Erst seit dieser Zeit wird Letzteres als Ostpreußen bezeichnet. Mit Ostpreußen trat die Bezeichnung Königreich Preußen, die zu Verwechslungen mit dem Staat Preußen führen konnte, in den Hintergrund. Von 1824 bis 1878 bildeten beide Teile zusammen im preußischen Staat die Provinz Preußen. Danach waren sie wieder einzeln je eine Provinz.

#### Ostpreußen in der napoleonischen Zeit
In der napoleonischen Zeit lag Ostpreußen für einige Monate im Zentrum der europäischen Ereignisse. Der Hof war nach den von Preußen verlorenen Schlachten bei Jena und Auerstedt gegen Napoleon nach Ostpreußen geflohen. Napoleon, in dessen Hand Preußens Schicksal jetzt vollkommen lag, kam mit seinen Armeen 1807 auch dort an. Die russischen Armeen, gegen die er einen weiteren seiner Eroberungskriege führen wollte, waren ihm bis Ostpreußen entgegen gekommen. Es gab zwei Schlachten zwischen ihnen auf ostpreußischem Boden, von denen die zweite mit der russisch-preußischen Niederlage endete. Preußen hatte sich mit dem Zaren verbunden, um der Abhängigkeit von Napoleon etwas entgegenzusetzen. Napoleon ging nach gewonnener Schlacht auf das Friedensangebot des Zaren ein. Im Friedensvertrag von Tilsit setzte sich der Zar aber freimütig über die Preußen gemachten Versprechen hinweg und stimmte Napoleon zu, Preußen auf etwa die Hälfte seines Territoriums zu begrenzen und französisch besetzt zu bleiben. Nur, dass Preußens staatliche Existenz überhaupt bestehen blieb, war dem Zaren zu verdanken.
Als Napoleon 1812 erneut gegen Russland zog, zwang er Preußen, mit ihm gemeinsam in das Nachbarland einzumarschieren. Wieder war Ostpreußen Aufmarschgebiet. Von Ostpreußen ging aber indirekt auch die Befreiung Preußens und Mitteleuropas von der französischen Fremdherrschaft aus. Während des Rückzugs Napoleons von seinem misslungenen Russland-Feldzug vereinbarte der preußische Feldherr Ludwig Yorck von Wartenburg mit dem russischen General Diebitsch in Tauroggen die Trennung des preußischen Hilfskorps von der französischen Armee. Kurz darauf rückte er gemeinsam mit den russischen Truppen gegen Königsberg, Elbing und Marienburg vor, besetzte diese Städte und ermöglichte den russischen Truppen, ganz Ostpreußen zu befreien. Der von York übergangene preußische König verband sich nach anfänglichem Zögern mit Russland. Dass die aus Ostpreußen fliehenden französischen Truppen endgültig geschlagen werden konnten (Völkerschlacht bei Leipzig), gelang aber erst, nachdem Österreich in den Krieg gegen Napoleon eingetreten war.

### Ostpreußen im Deutschen Kaiserreich

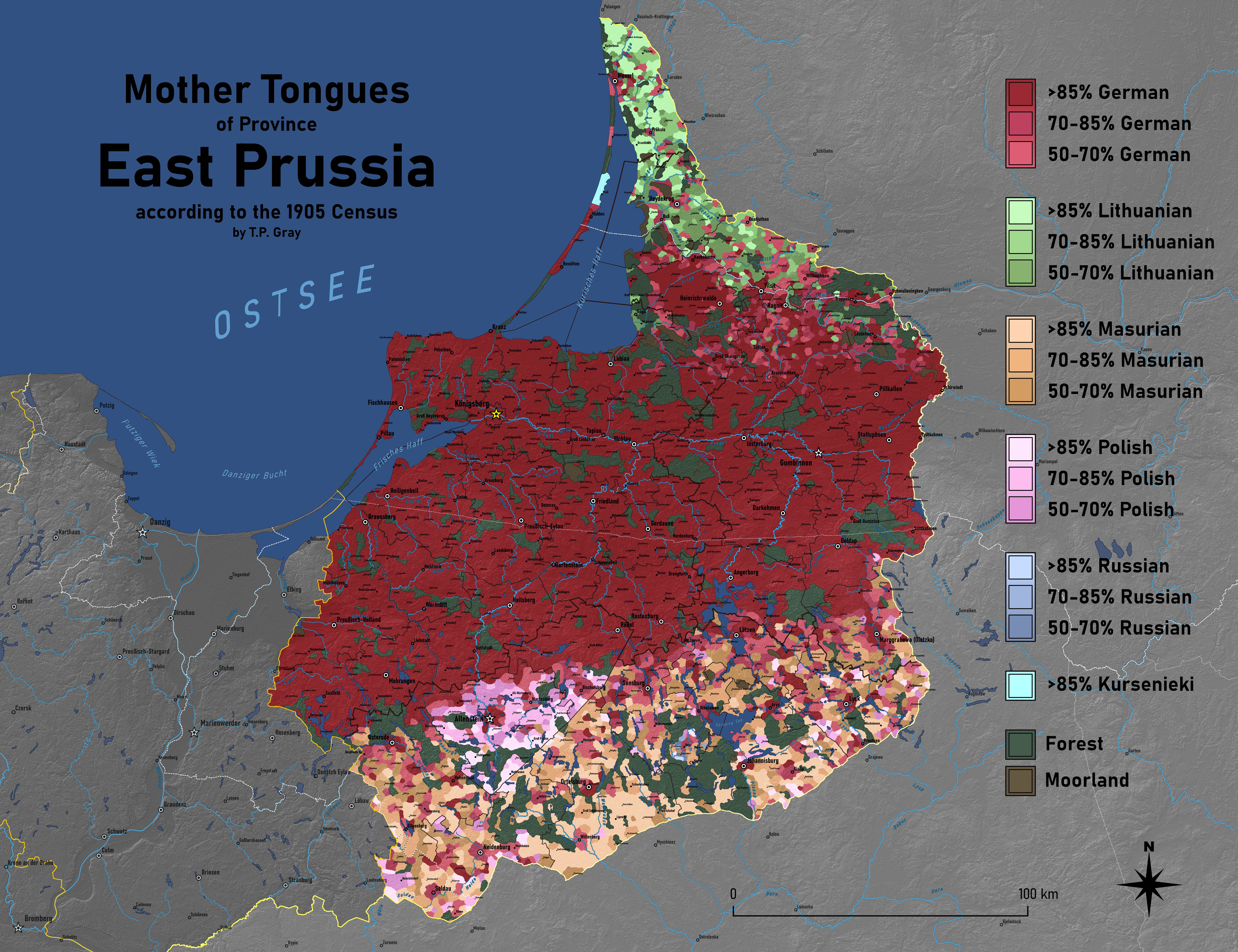
Muttersprachen Ostpreußens im Jahr 1905

Der Bundesstaat Deutsches Reich entstand 1871. Bis 1918 war er ein Kaiserreich. In ihm war Preußen das größte (mit etwa zwei Dritteln der Gesamtfläche) der 22 Bundesländer, und Ostpreußen wie bisher eine preußische Provinz.

#### Ostpreußen im Ersten Weltkrieg
Weil sich das Deutsche Reich für bedingungslose Unterstützung von Österreich-Ungarn in dessen Krieg gegen Serbien ausgesprochen hatte, machte Russland, das andererseits Serbien seine Unterstützung versprochen hatte, mobil. Daraufhin erklärte das kaiserliche Deutsche Reich dem zaristischen Russland den Krieg. Russische Truppen konnten Anfang des Ersten Weltkrieges bereits knapp zwei Drittel Ostpreußens besetzen, doch die deutschen Truppen unter dem herbeigerufenen General Hindenburg gewannen Ende August 1914 die Schlacht bei Tannenberg. Die russischen Truppen zogen sich später zurück (aus Ostpreußen endgültig im März 1915). Ostpreußen war der einzige Teil des Deutschen Reichs, in dem Kriegshandlungen (inkl. Kriegsverbrechen an der Bevölkerung) stattfanden – zudem bereits in den ersten Tagen dieses vierjährigen Krieges – und das verheert wurde. Danach entstand auf Grund der erfolgreichen Tannenberg-Schlacht der Hindenburg-Kult, mit dem es den „Feinden der Demokratie gelang, die Abneigung gegen die Weimarer Republik innenpolitisch dauerhaft zu festigen.“

#### Ostpreußen nach dem Versailler Vertrag
Im Friedensvertrag von Versailles 1919 wurde dem Deutschen Reich und Österreich-Ungarn die alleinige Verantwortung für den Ausbruch des Weltkriegs zugesprochen und beide Länder zu Gebietsabtretungen verpflichtet.
Das Deutsche Reich verlor den größten Teil von Westpreußen (inkl. Danzig), der direkt benachbarten Provinz Ostpreußens. Damit wurde der 1772 (1. polnische Teilung) für Polen verlorene Ostseezugang wiederhergestellt. Ostpreußen war wie damals wieder vom übrigen Preußen bzw. jetzt vom übrigen Deutschen Reich getrennt. Im Süd- und Westteil Ostpreußens, die Polen (die in Versailles neu gegründete Zweite Polnische Republik) wegen des hohen polnischen Bevölkerungsanteils beanspruchte, konnte durch Volksabstimmung entschieden werden, ob eine Gebietsabtretung stattfinden wird oder nicht. Die Bevölkerung entschied sich begleitet von „großem nationalen Getöse“ mit großer Mehrheit (auch in Gebieten mit hohem polnischsprechenden Anteil) für den Verbleib beim Deutschen Reich.
Der westpreußische Teil rechts der Weichsel bildete das Abstimmungsgebiet Marienwerder und kam nach dem Abstimmungsergebnis für Verbleib im Deutschen Reich zu Ostpreußen.
Ohne Volksabstimmung war u. a. nur der Westteil des Kreises Neidenburg an Polen abzutreten. Hier in Soldau befand sich auf der Strecke zwischen Warschau und Ostsee (Danzig) ein Eisenbahnknotenpunkt, der auf diese Weise sicher polnisch kontrollierbar wurde.
Im Norden war das Memelland von Ostpreußen abzutreten. Es kam unter alliierte Verwaltung, wurde aber 1923 von Litauen annektiert.

Sprachverhältnisse 1910
Abstimmungsergebnisse 1920

### Ostpreußen in der Weimarer Republik

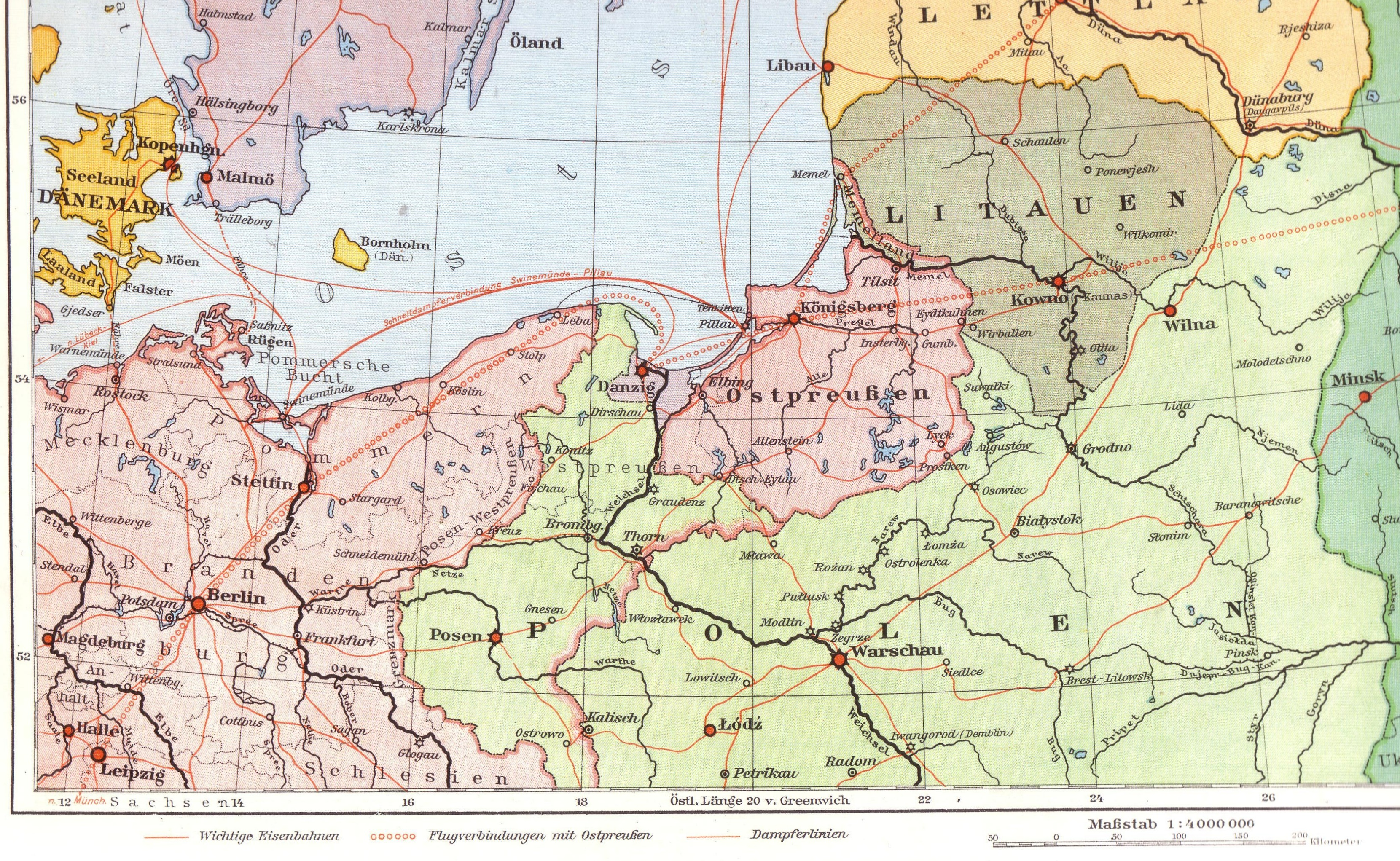
Insellage Ostpreußens in der Weimarer Republik

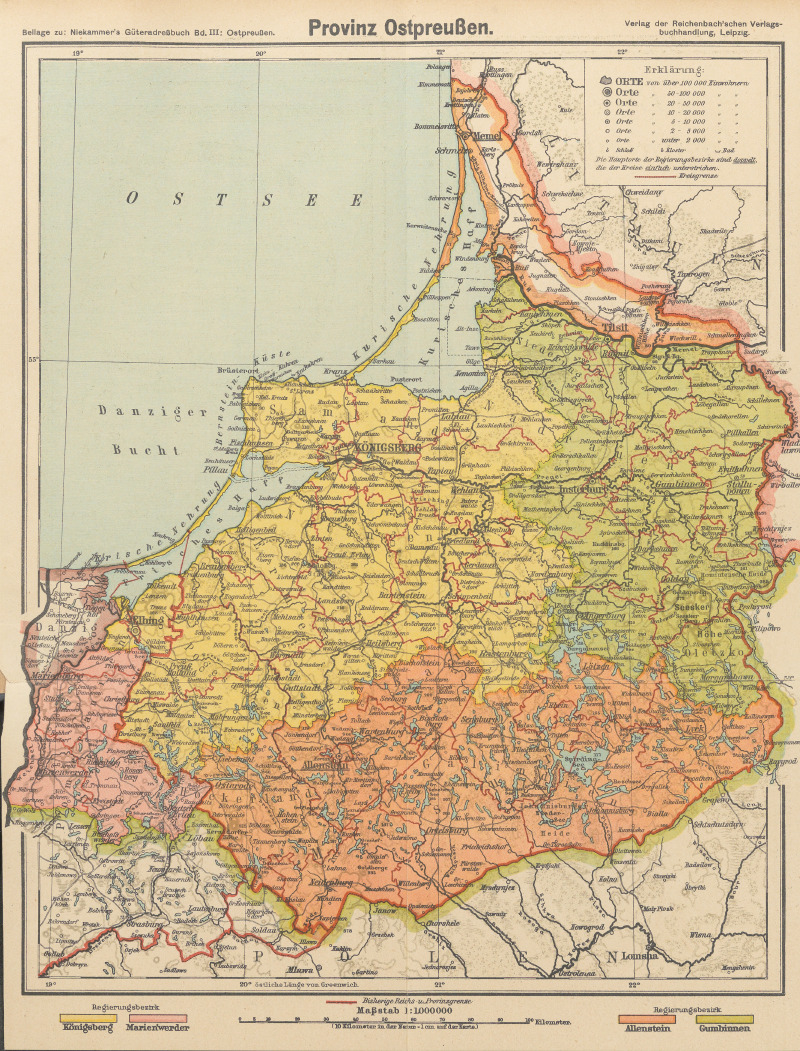
Provinz Ostpreußen in der Weimarer Republik; im Westen erweitert um ehemalige Teile Westpreußens, im Norden gemindert um das Memelland

Der Versailler Vertrag sicherte in Artikel 89 dem Deutschen Reich die ungehinderte Durchfahrt nach Ostpreußen zu. Dennoch war der Verkehr zwischen dem deutschen Kernland und der Provinz Ostpreußen auf dem Landweg problematisch. Der Bahnverkehr erfolgte mit verplombten Zügen, bei denen in den ersten Jahren die Fenster zugehängt wurden und nicht geöffnet werden durften. Ab Ende der 1920er-Jahre wurden die restriktiven Bestimmungen allmählich gelockert.
Auch der Straßenverkehr, für den feste Transitstraßen ausgewiesen und von Polen Visums- und Straßenbenutzungsgebühren erhoben wurden, war immer wieder beeinträchtigt. 1920 wurde unter Bürgschaft des Deutschen Reiches eine Verbindung auf dem Seeweg zwischen Ostpreußen (Pillau) und dem Kernland (Swinemünde) des Deutschen Reiches eingerichtet. Der Seedienst Ostpreußen bestand bis 1939.
Das Verhältnis zwischen der Weimarer Republik und Polen war generell angespannt. Vor allem in den ersten Jahren kam es entlang der gemeinsamen Grenze auch zu Auseinandersetzungen, teils sogar mit Waffeneinsatz. Die Insellage Ostpreußens wurde parteiübergreifend als ungerecht angesehen. Deutschland ging daher nicht auf das Drängen Polens ein, dessen neue Grenze anzuerkennen.
Ostpreußens Bevölkerung war durch den Wegfall der territorialen Verbindung mit dem westlichen Kernland, seinem hauptsächlichen Absatzgebiet für seine einzigen, den landwirtschaftlichen Produkten, tief verunsichert. Der sogenannte Korridor fiel als Absatzgebiet ebenfalls aus, und die traditionellen Absatzgebiete in Russland waren wegen der Folgen der Oktoberrevolution unerreichbar geworden. Zudem war die Bevölkerung immer noch mit vielen Notständen konfrontiert, die durch die verheerenden Zerstörungen im Ersten Weltkrieg entstanden waren.
Anders als im Westen, konnte die Bevölkerung ihre Hoffnungen nur sehr kurz auf die demokratischen Parteien setzen. Bei den Wahlen zur Weimarer Nationalversammlung siegten diese überlegen mit einer Dreiviertelmehrheit. Die alten Kräfte (vorwiegend die Gutsbesitzer, aber auch die Beamtenelite) hatten sich schon bald reorganisiert und machten Ostpreußen zu einer wichtigen Operationsbasis der konterrevolutionären Kräfte. Der Kapp-Putsch hatte in Preußen den größten Erfolg. Die preußische Regierung in Berlin leitete zwar die Demokratisierung der ostpreußischen Verwaltung ein, erzielte aber bis zum Untergang Preußens 1932/33 (Preußenschlag) nur geringen Erfolg. Ende der 1920er Jahre konnten sich mit der staatlichen Ostpreußenhilfe nur die Gutsbesitzer sanieren, während die breite Mehrheit der Bauern leer ausgingen, und viele Betriebe zwangsversteigert werden mussten. Diese fehlgeplante Hilfe verschärfte die sozialen Konflikte. Die Bauern kehrten nicht nur den schwachen demokratischen Parteien (die ja in Berlin regierten), sondern auch den Deutschnationalen den Rücken und setzten ihre Hoffnungen nun auf Adolf Hitler.
Schon bei der Reichstagswahl 1930 wurde die NSDAP in Ostpreußen mit 24,3 % (Reichsdurchschnitt 18,3 %) die stimmenstärkste Partei aller Wahlkreise in Deutschland.

### Ostpreußen im Dritten Reich

#### Vor Beginn des Zweiten Weltkriegs
Gleich nach dem 30. Januar 1933 (Machtergreifung) zogen auch in Ostpreußen die Parteigänger Hitlers in zahlreiche Ämter ein. Das Monopol der konservativen ostpreußischen Beamtenelite begann zu Gunsten einer Mittelschicht mit NSDAP-Mitgliedschaft zu bröckeln. Die NS-Propaganda hatte vor der Reichstagswahl im März 1933 (die letzte Wahl, bei der mehrere Parteien zur Wahl standen) u. a. bereits versprochen, Ostpreußen aus seiner misslichen Grenzlage zu befreien. Die Hitlerpartei erzielte erneut das reichsweit beste Wahlergebnis, diesmal 56,5 % (Reichsdurchschnitt 43,9 %).
Auch die nationalsozialistische Reichsregierung nahm sich der schlechten wirtschaftlichen Lage Ostpreußens an. Es entstand der sogenannte Ostpreußenplan, eine staatlich koordinierte Investitionskampagne. Diesmal profitierten vorwiegend die Bauern davon. Sie erhielten eine mit festen Abnahmepreisen verbundene Absatzgarantie. Dazu kamen günstige Kredite und Entschuldungsprogramme. Mit Hilfe von Beschäftigungsprogrammen für Arbeitslose und der inzwischen im diktatorischen Staat eingeführten Arbeitsdienstpflicht wurde vor allem in Masuren (Masurische Anbauschlacht) die landwirtschaftliche Anbaufläche durch Entwässerung und Flussbegradigung stark erhöht. Der überall vorgenommene Straßen- und Wegebau kam auch den Bauern zu gute. Der wirtschaftliche Aufschwung machte sich in allen Bevölkerungsschichten bemerkbar (so z. B. auch beim mittelständischen Gewerbe) und zeigte sich in der Verbesserung der Infrastruktur, die wegen erhöhter Steuereinnahmen der Behörden möglich wurde. Der wirtschaftliche Aufschwung vermittelte der Bevölkerung auch ein Gefühl der Stärke. Die während der Weimarer Republik vorhandene Angst vor einer polnischen Besetzung wich, natürlich nicht ohne Unterstützung durch die propagierte nationalsozialistische Ideologie, die aus Ostpreußen ein Bollwerk gegen die Slawen gemacht hatte, und das jetzt eigene Säbelrasseln gegenüber der slawischen Umwelt, u. a. das des ostpreußischen Oberpräsidenten und späteren Gauleiters Erich Koch. Erstes Rassel-Ergebnis war die „Heimkehr“ des Memellandes, dessen Annexion von Litauen unter Kriegsdrohung im März 1939 erfolgte.
Für den Bollwerk-Status gegen die Slawen war es angebracht, das überkommene Antlitz Ostpreußens von litauischen und masurisch-polnischen Spuren zu säubern. Von 1933 bis 1938 wütete die «Taufkrankheit», wie sie Siegfried Lenz nannte, der etwa 1500 historische Ortsnamen zum Opfer fielen und durch deutschklingende ersetzt wurden. Zur Germanisierungspolitik gehörte auch die Eliminierung der polnischen und litauischen Sprache. Am meisten betraf das die Ausübung der Religionen und beendete die besten Traditionen der preußischen Reformation, die Herzog Albrecht einleitete. Dieses Land war seit 1525 dem Gedankengut Luthers verpflichtet, das Evangelium in der Muttersprache zu verkünden. An der Spitze des Bundes Deutscher Osten, der sich in der Germanisierungspolitik besonders hervortat, stand im Ostpreußen der spätere Bonner Minister Theodor Oberländer.

#### NS-Verbrechen gegenüber Juden und Regimegegnern
Auch in Ostpreußen begannen die Nationalsozialisten mit ihrer Bekämpfung von Juden, Kommunisten, Sozialdemokraten, Demokraten und Christen schon 1933. Sie verlief ähnlich wie überall in Deutschland.
Der jüdische Bevölkerungsanteil war besonders stark von den nationalsozialistischen Unterdrückungs- und später von den massenhaften Vernichtungsmaßnahmen (Umsiedlungen in Ghettos, „Vernichtung durch Arbeit“ und den Abtransport in Vernichtungslager) getroffen. Die Juden von Königsberg wurden schon im Januar 1939 ghettoartig untergebracht. Man zwang sie zum Umzug in sogenannte Judenhäuser. Die Ausrottung aller Juden Ostpreußens fand aber vorwiegend auch erst während des Krieges statt, ebenso gründlich, grausam und im Verborgenen wie überall. Nachdem die Endlösung der Judenfrage beschlossen worden war, wurden die meisten Juden Ostpreußens nach Maly Trostinez in die Nähe von Minsk transportiert und dort in einem Wald erschossen.
In Ostpreußen gab es sechs Außenlager des Konzentrationslagers Stutthof, östlich von Danzig. Aus diesen wurden bis zu 7000 jüdische Häftlinge aus dem Baltikum am 26. Januar 1945 von Königsberg aus auf einen winterlichen Gewaltmarsch zur samländischen Ostseeküste und dann am Strand entlang nach Süden gezwungen. Ostpreußen wurde an diesem Tage mit dem Vorrücken der sowjetischen Truppen zum Frischen Haff eingekesselt. Es gab höchstens fünfzehn Überlebende dieses Todesmarsches.

#### Während des Zweiten Weltkriegs
Am 1. September 1939 begann mit dem Überfall auf Polen der Zweite Weltkrieg. Nach der schnellen Besetzung des Landes wurden neben den 20 Jahre zuvor abgetretenen preußischen Provinzen Westpreußen und Posen weitere Teile Polens annektiert. Noch 1939 wurde dort ein neuer Regierungsbezirk Zichenau gebildet, der der Provinz Ostpreußen zugeordnet wurde. Ferner trat der neue Landkreis Sudauen zur Provinz, während die früher westpreußischen Gebiete um Elbing und Marienwerder an den neuen Reichsgau Danzig-Westpreußen fielen. Die neu an Ostpreußen angegliederten Gebiete waren jedoch ethnisch praktisch rein polnische Gebiete, die auch historisch nie zuvor in engerer Verbindung mit Ostpreußen gestanden hatten (abgesehen von einer kurzen Episode nach den polnischen Teilungen).

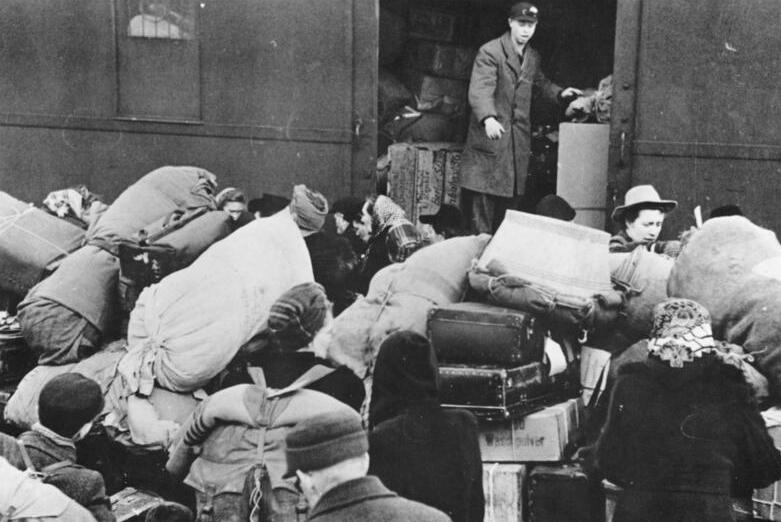
Deutsche Flüchtlinge aus den deutschen Ostgebieten
Ankunft in Berlin, Februar 1945

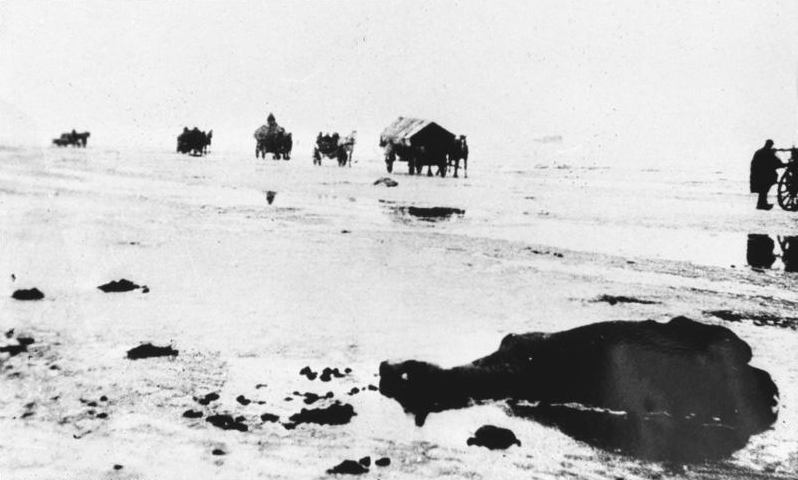
Ein Flüchtlingstreck zieht über das Eis der Ostsee.

Gegen Ende des Zweiten Weltkrieges wurde Ostpreußen von der sowjetischen Roten Armee nach verlustreichen Kämpfen in der Schlacht um Ostpreußen erobert. Die nationalsozialistische Gauleitung unter Gauleiter Erich Koch unterließ die rechtzeitige Evakuierung der Bevölkerung und stellte selbständige Fluchtbewegungen unter schwere Strafe. Ähnlich wie Soldaten „bis zum letzten Mann“ in sinnlosen Stellungs- und Kesselschlachten in den Tod geschickt wurden, anstatt sich geordnet zurückziehen zu dürfen, machten sich die Machthaber somit direkt mitschuldig am Tod von unzähligen deutschen Zivilisten, die hätten gerettet werden können.

#### Flucht und Evakuierung am Ende des Zweiten Weltkriegs

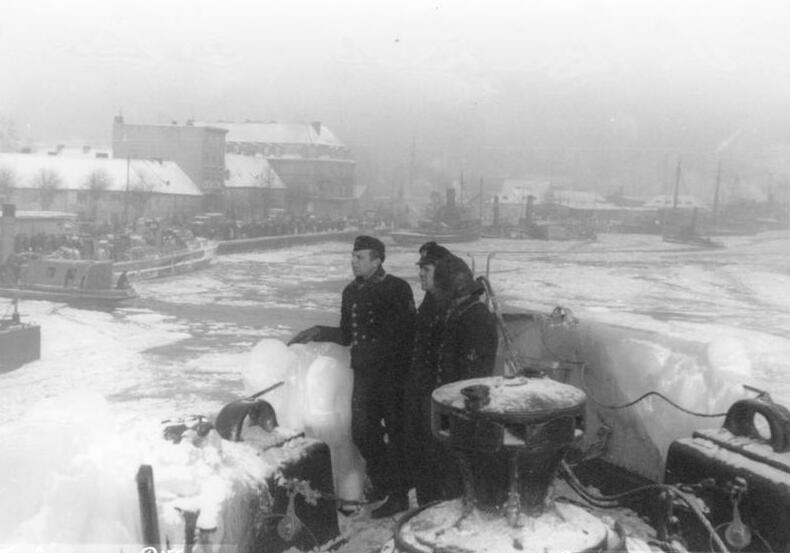
Marineangehörige auf einem Schiff in Pillau am 26. Januar 1945

Als die Front des Zweiten Weltkrieges Ostpreußen erreichte, wurde die Evakuierung durch das Militär und den Staatsapparat zunächst behindert bzw. verhindert (u. a. durch Verordnungen), dann in letzter Minute (Januar 1945) unter denkbar schlechtesten Bedingungen (tiefster Winter, Abschnürung des Landweges) ungeordnet begonnen. Dadurch war ein Großteil der Zivilbevölkerung unmittelbar Kampfhandlungen ausgesetzt.
Ein Teil der Bevölkerung konnte sich auf dem Landweg mit Pferdefuhrwerken (die in Flüchtlingstrecks zogen) nach Westen retten. Aber nachdem die Rote Armee im Laufe der Schlacht um Ostpreußen bei Elbing das Frische Haff erreicht hatte, war der Landweg abgeschnitten. Tausende ertranken bei der Flucht über das Eis zur vermeintlich rettenden Frischen Nehrung, auf welcher der Weg zur Küste in Richtung Danzig führte, oder wurden ohne jegliche Deckung Opfer von Jagdflugzeugen, die gezielt auf die Trecks schossen.
Ein anderer Teil wurde über die Ostsee (vor allem über den Hafen Pillau) evakuiert. Am 21. Januar 1945 leitete Großadmiral Karl Dönitz die Verlegung von Marineangehörigen nach Westen ein (Unternehmen Hannibal), wobei auch tausende von Flüchtlingen mitgenommen wurden. Das dafür benutzte Schiff (Wilhelm Gustloff) und andere, die im Frühjahr 1945 ebenfalls je einige tausend Flüchtlinge mitnahmen (General von Steuben und Goya) wurden von der Sowjetarmee versenkt, wobei jeweils fast alle Passagiere starben.
Insgesamt forderte die Flucht unter Kriegsbedingungen und größtenteils im Winter sehr viele Tote. Es wird geschätzt, dass von den bei Kriegsende etwa 2,4 Millionen Bewohnern Ostpreußens ungefähr 300.000 unter elenden Bedingungen auf der Flucht ums Leben gekommen sind.

#### Sowjetische Kriegsverbrechen an der deutschen Zivilbevölkerung
Noch anwesende Bewohner, vom Vormarsch der Roten Armee eingeholte Flüchtlinge oder nach dem (teils temporären) Ende der Kampfhandlungen zurückkehrende Bewohner wurden vielfach von sowjetischen Soldaten misshandelt, vergewaltigt und getötet oder zur Zwangsarbeit in der Sowjetunion verschleppt. In diesem Kontext ist beispielsweise das Massaker von Nemmersdorf im Oktober 1944 zu nennen, als erstmals seit August 1914 russische Truppen nach Ostpreußen vorstießen. Alexander Solschenizyn (Ostpreußische Nächte) und Lew Kopelew waren als Angehörige der Roten Armee Augenzeugen und haben später als Dissidenten auf diese und andere sowjetische Kriegsverbrechen (z. B. die Massenerschießungen polnischer Offiziere im Massaker von Katyn) hingewiesen. Die Verantwortlichen wurden im Hinblick auf die weltpolitische Lage weder international noch in der Sowjetunion zur Verantwortung gezogen.

#### Vertreibung
Die Bewohner Ostpreußens sind 1945–1947 zu über 90 % aus ihrer Heimat in das besetzte Deutschland westlich der Oder-Neiße-Linie vertrieben worden. Im südlichen Teil unterzogen polnische Behörden die verbliebenen Einwohner einer auf ethnischen Kriterien beruhenden „nationalen Verifizierung“. Als „Deutsche“ eingestufte Personen wurden vertrieben, „Autochthone“ – das heißt Angehörige der nach Auffassung der polnischen Behörden angestammten slawischen Bevölkerung – durften bleiben. Ausreichend für die Einstufung als „autochthon“ waren hierbei bereits ein polnisch-klingender Nachname oder masurische oder polnische Sprachkenntnisse innerhalb der Familie. Facharbeitern wurde ebenfalls ein Bleiberecht eingeräumt, um Fabriken wieder besser in Betrieb nehmen zu können.
Bis zum Oktober 1946 waren 70.798 Personen in dieser Form „verifiziert“, d. h. polnische Staatsbürger geworden, 34.353 verblieben „unverifiziert“. Vor allem im Raum Mrągowo (Sensburg) verweigerten viele Einwohner diesen Verifizierungsprozess, im Frühjahr 1946 waren hier von 28.280 Personen 20.580 nicht „verifiziert“, im Oktober verblieben 16.385 Menschen ohne polnische Staatsbürgerschaft. Auch die eingebürgerten „Autochthonen“ wurden aufgrund ihres vorwiegend evangelischen Glaubens und ihrer oft rudimentären Sprachkenntnisse weiterhin als Deutsche betrachtet und Diskriminierungen unterworfen. Im Februar 1949 wurde der ehemalige Chef der stalinistischen Geheimpolizei Urząd Bezpieczeństwa (UB) von Lodz, Mieczysław Moczar, Wojwode von Olsztyn. Es begann eine letzte, von brutaler Folter und Gewalt gekennzeichnete „Verifizierungsaktion“, nach deren Abschluss lediglich noch 166 Masuren nicht „verifiziert“ waren.
Insgesamt verblieben etwa 160.000 Vorkriegseinwohner im südlichen Ostpreußen, deren übergroße Mehrheit das Land in den folgenden Jahrzehnten als Spätaussiedler verließ. Das nördliche Ostpreußen fiel an die Russische Sowjetrepublik und wurde als Oblast Kaliningrad zu einem Militärsperrbezirk („Besonderes Militärgebiet Königsberg“, russ. Kenigsbergskij Osoby Voennyj Okrug). Selbst Sowjetbürger konnten dort nur mit Sondergenehmigung einreisen.
Im nördlichen Teil Ostpreußens war die Lage komplizierter, da im Potsdamer Abkommen keine Absprachen zur Bevölkerung des später geplanten „Kaliningrader Gebietes“ verabredet wurden. Über die Sammellager Deutsch Eylau und Insterburg wurden mehr als 44.000 Deutsche als Reparationsverschleppte nach Sibirien oder in den Ural verbracht. Im Herbst 1945 befanden sich nur noch 146.000 Deutsche in dieser Region (zum Vergleich allein Königsberg hatte 1939 372.000 Einwohner). Erst 1947 konnten Deutsche Kaliningrad nach vorheriger Wegnahme aller deutschen Urkunden mit dem Zug verlassen. Viele Ostpreußen waren auch nach Litauen geflohen. Von dort konnte erst auf Bitten der DDR ab 1951 Transporte aus dem Memelland nach Westen abgehen. Ostpreußen hat unter allen deutschen Ländern durch Flucht und Vertreibung die höchsten Menschenverluste erlitten (allein 311.000 Zivilisten verstarben).

#### Potsdamer Abkommen

##### Neuordnung

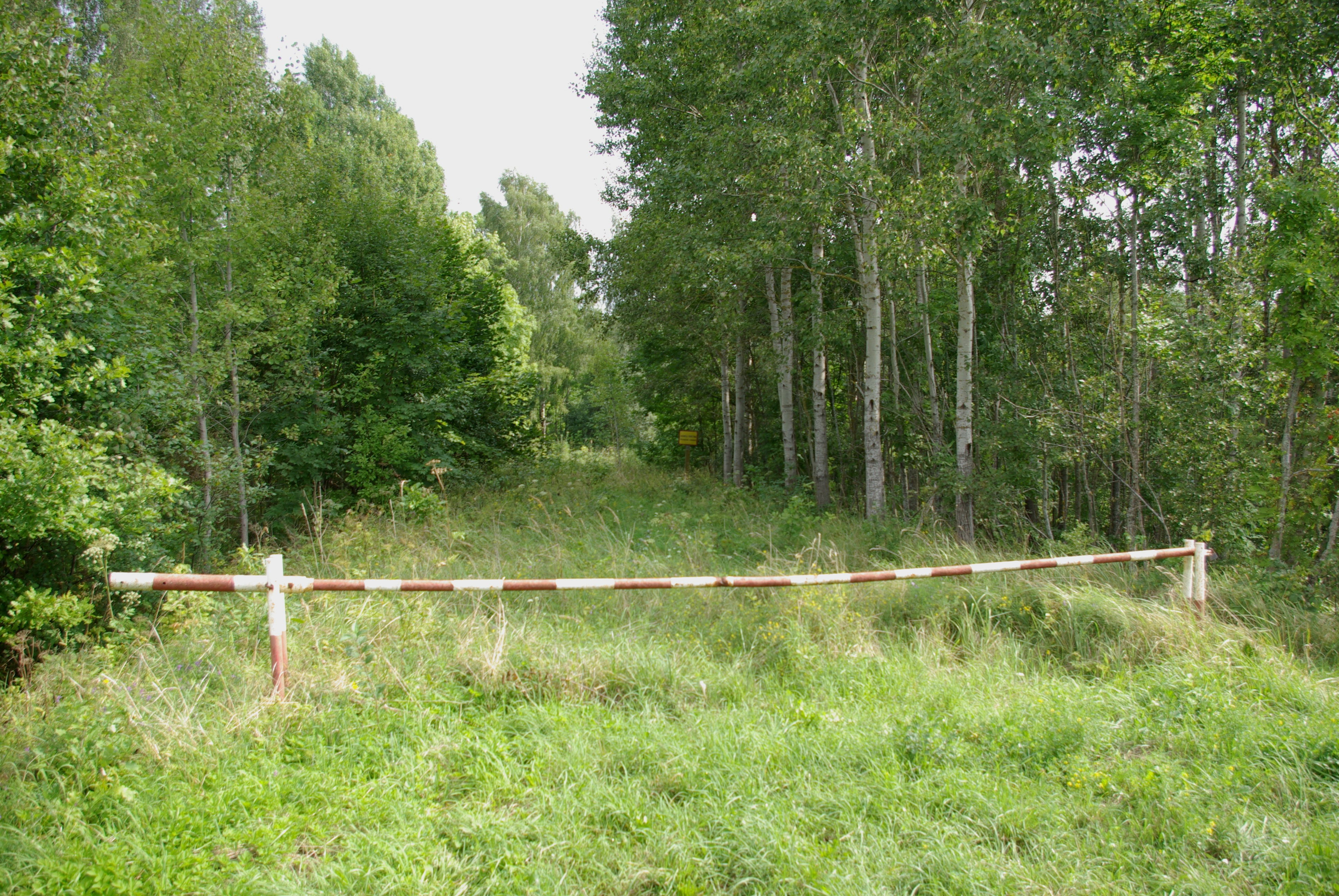
Durch die polnisch-russische Grenze unterbrochene ehemalige Straße zwischen Rapa (Angerapp, 1938–1945 Kleinangerapp) im polnischen Powiat Gołdapski und Osjorsk (Darkehmen, 1938 Darkeim, 1938–1945 Angerapp) in der russischen Oblast Kaliningrad, 2010

Im Potsdamer Abkommen (Artikel V) vereinbarten die vorerst drei alliierten Großmächte USA, Großbritannien und Sowjetunion vorbehaltlich einer endgültigen Friedensregelung, Ostpreußen zwischen der Volksrepublik Polen und der Sowjetunion aufzuteilen. Das nördliche Gebiet um Königsberg wurde unter sowjetische und das südliche unter polnische Verwaltung gestellt, 1946 wurde es staatsrechtlich der Russischen Sowjetrepublik angegliedert. Ordentliche Verwaltungen begannen daraufhin mit der Errichtung der Oblast Kaliningrad im Norden sowie der Eingliederung der südlichen Gebiete in die Woiwodschaften Gdańsk, Olsztyn und Suwałki. Die Neubesiedlung begann ebenfalls erst 1946: im Norden überwiegend mit Russen aus Zentralrussland und dem Gebiet des heutigen Föderationskreises Wolga sowie mit Belarussen und Ukrainern, im Süden in erster Linie mit Polen aus Zentralpolen und im Rahmen der Aktion Weichsel mit von der Sowjetunion aus Südostpolen vertriebenen Ukrainern. Die Hauptstadt Königsberg wurde 1946 zu Ehren des sowjetischen Politikers Michail Kalinin in Kaliningrad umbenannt; ebenso wurden sämtliche Orte im sowjetischen „Königsberger Gebiet“ – sofern sie nicht aufgelöst oder zu größeren Einheiten zusammengefasst wurden – umbenannt.

##### Anerkennung der Abtretung Ostpreußens an die Sowjetunion und Polen
Die Deutsche Demokratische Republik erkannte 1950 die Oder-Neiße-Linie im Görlitzer Vertrag mit der Volksrepublik Polen als „Staatsgrenze zwischen Deutschland und Polen“ und damit die Zugehörigkeit Süd-Ostpreußens an Polen an. Dieser Anerkennung wurde vielfach die völkerrechtsverbindliche Wirkung abgesprochen. Von der Bundesrepublik Deutschland wurde sie auch wegen ihres Alleinvertretungsanspruchs für Gesamtdeutschland und alle Deutschen abgelehnt. Sie verfolgte erst Anfang der 1970er Jahre die Anerkennung der Grenzziehung mit Polen, griff aber im Rahmen seiner „Neuen Ostpolitik“ (→ Ostverträge) unter Bundeskanzler Willy Brandt einem endgültigen Friedensvertrag nicht vor.
Anstatt eines fast ein halbes Jahrhundert lang fehlenden Friedensvertrags wurde im September 1990 der Zwei-plus-Vier-Vertrag abgeschlossen. Unter Beteiligung der nun souveränen Bundesrepublik Deutschland wurden darin die seit 1945 de facto geltenden Ostgrenzen völkerrechtlich als verbindlich erklärt. Das betrifft alle Ostgebiete des ehemaligen Deutschen Reiches, also auch Ostpreußen in seinen beiden heutigen Teilen.

### Nachleben nach 1945
Nach der Verwaltungsreform 1975 wurde das polnische Ostpreußen in neue Woiwodschaften eingeteilt: Elbląg und Olsztyn sowie Teile von Ciechanów und Suwałki. Nach einer erneuten Verwaltungsreform am 1. Januar 1999 in Polen entspricht dieses Gebiet seitdem annähernd der Woiwodschaft Ermland-Masuren mit der Hauptstadt Olsztyn; das frühere Nordostpreußen bildet heute die russische Oblast Kaliningrad mit der Hauptstadt Kaliningrad. Nach der Auflösung der Sowjetunion ist diese Region nun eine Exklave der Russischen Föderation. Manche russische Einwohner nennen die Stadt heute „Kjonigsberg“, „Kenig“ oder „Kenigsberg“. Eine offizielle Rückbenennung (wie bei Sankt Petersburg, Nischni Nowgorod und Twer) wurde 1993 in einer Volksabstimmung abgelehnt.

## Einwohnerentwicklung
| Jahr | Einwohner |
| ---- | --------- |
| 1875 | 1.856.421 |
| 1880 | 1.933.936 |
| 1890 | 1.958.663 |
| 1900 | 1.996.626 |
| 1910 | 2.064.175 |
| 1925 | 2.256.349 |
| 1933 | 2.333.301 |
| 1939 | 2.488.122 |

## Verwaltungsgliederung der Provinz Ostpreußen
In der Zeit von 1878 bis 1945 hat sich die territoriale Verwaltungsgliederung innerhalb der überwiegend landwirtschaftlich strukturierten Provinz Ostpreußen nur allmählich verändert. Allerdings sind 1920 und 1939 die Außengrenzen erheblich verändert worden.

### Regierungsbezirke

Verwaltungsgliederung Ostpreußens vor dem Jahr 1905:
Regierungsbezirk Königsberg
Regierungsbezirk Gumbinnen

Verwaltungsgliederung der Provinz Ostpreußen vor dem Ersten Weltkrieg nach der Neuschaffung des Regierungsbezirks Allenstein im Jahr 1905:
Regierungsbezirk Königsberg
Regierungsbezirk Gumbinnen
Regierungsbezirk Allenstein

Von 1808 bis 1945 bestanden der Regierungsbezirk Gumbinnen und der Regierungsbezirk Königsberg. 1723–1808 hießen diese Bezirke Kriegs- und Domänenkammer-Departement Preußisch Litauen und Ostpreußen. Aus den südlichen Kreisen dieser Bezirke entstand am 1. November 1905 der neue Regierungsbezirk Allenstein. Der Geograph Hermann Gruber schrieb 1912:

„Der Bezirk Königsberg umfasst im wesentlichen reindeutsches, ehemaliges altpreußisches Land; er besitzt die ganze Ostseeküste und die Häfen von Bedeutung, zum größten Teile die Haffe, die flößbare Passarge und das schiffbare Pregelsystem. Der Gumbinner Bezirk zeigt in seinem Rahmen das Bild Alt-Litauens, des nichtorganisierten Gebietes im Ordensstaate mit seiner Spärlichkeit an Städten. Er schließt das Memelsystem nahezu völlig ein, ebenso wie den nichtschiffbaren Teil des Pregels nebst Quellflüssen, südlich übergehend in den Seenrücken. Der Regierung zu Allenstein untersteht ethnographisch die zumeist protestantische, masurisch-polnische Bevölkerung und orographisch der masurische Seenrücken mit den südlich angrenzenden Sandflächen, also fast genau die ganze Moränenlandschaft innerhalb der Provinz mit der Wasserscheide zwischen Weichsel-Pregel und Passarge. Klimatisch ist der Regierungsbezirk der Teil Ostpreußens, der vorwiegend kontinentalen Charakter trägt.“

Nach der Einrichtung des Polnischen Korridors wurde der früher westpreußische Regierungsbezirk Marienwerder teilweise, gemeinsam mit einigen Kreisen aus dem ehemaligen Regierungsbezirk Danzig (Elbing und Marienburg) zum 1. Juli 1922 als Regierungsbezirk Westpreußen mit dem Sitz in Marienwerder der Provinz Ostpreußen angegliedert, aber am 26. Oktober 1939 um annektierte, polnische Gebiete erweitert und wieder als Regierungsbezirk Marienwerder dem neuen Reichsgau Danzig-Westpreußen zugeordnet.
Am 26. Oktober 1939 wurde aus anderen polnischen Gebieten der neue Regierungsbezirk Zichenau (Ciechanów) der Provinz Ostpreußen einverleibt. Den nicht förmlich nach Ostpreußen eingegliederten Bezirk Bialystok, der am 1. August 1941 aus den Gebieten der weißrussischen Sowjetrepublik, die bis 1939 zu Polen gehört hatten, gebildet worden war, verwaltete der ostpreußische Oberpräsident und Gauleiter Erich Koch als Chef der Zivilverwaltung faktisch wie ein Reichsgebiet.
Als einziger Regierungspräsident amtierte Friedrich Karl Gramsch in allen drei Regierungsbezirken Ostpreußens.

### Stadtkreise
Außer dem bereits 1818 bestehenden Stadtkreis Königsberg i. Pr. entstanden im Laufe der Zeit die folgenden weiteren Stadtkreise: die Städte Tilsit (1896), Insterburg (1901), Allenstein (1910) und Memel (1918) wurden aus ihren Landkreisen ausgegliedert und bildeten eigene Stadtkreise. Das westpreußische Elbing war bereits seit 1874 Stadtkreis und gehörte von 1922 bis 1939 zu Ostpreußen.

### Landkreise
1819–1918
- 1819 Kreis Kreuzburg umbenannt in Kreis Preußisch Eylau
- 1819 Kreis Zinten umbenannt in Kreis Heiligenbeil

1919–1933
- 1922 Kreise Ragnit und Tilsit vereinigt zum Kreis Tilsit-Ragnit
- 1927 Kreis Friedland umbenannt in Kreis Bartenstein (Ostpr.)

1933–1938
- 1933 Kreis Oletzko umbenannt in Kreis Treuburg
- 1938 Kreis Darkehmen umbenannt in Kreis Angerapp
- 1938 Kreis Niederung umbenannt in Kreis Elchniederung
- 1938 Kreis Pillkallen umbenannt in Kreis Schloßberg (Ostpr.)
- 1938 Kreis Stallupönen umbenannt in Kreis Ebenrode

1939–1945
- 1939 Kreis Fischhausen und Landkreis Königsberg vereinigt zum Landkreis Samland
- 1939 Landkreis Pogegen (Memelgebiet) verteilt auf den Landkreis Tilsit-Ragnit, den Landkreis Heydekrug und eine Gemeinde an den Stadtkreis Tilsit

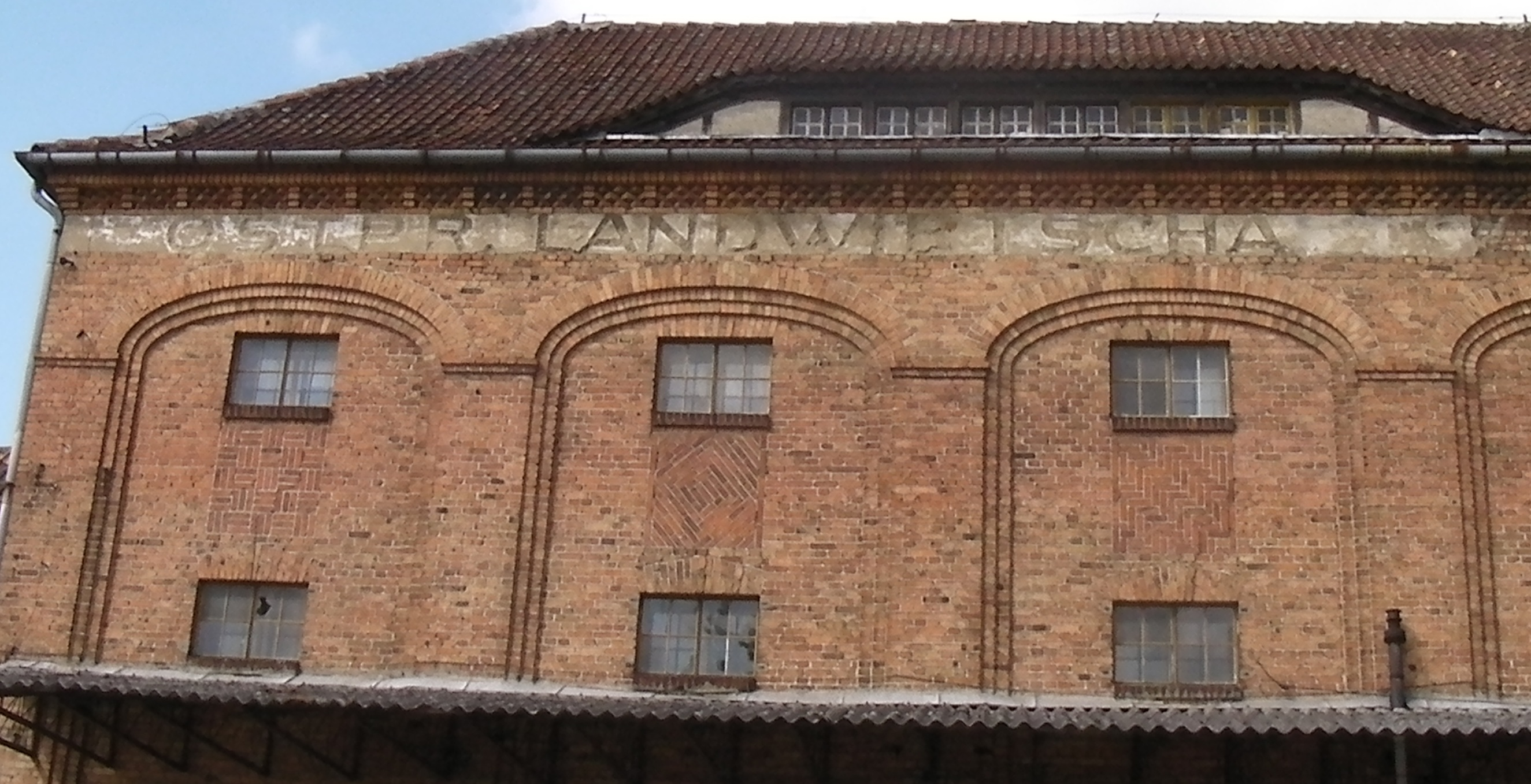
Schriftzug „Ostpr. Landwirtschafts-[…]“ an einem Gebäude in Kętrzyn/Rastenburg (2010)

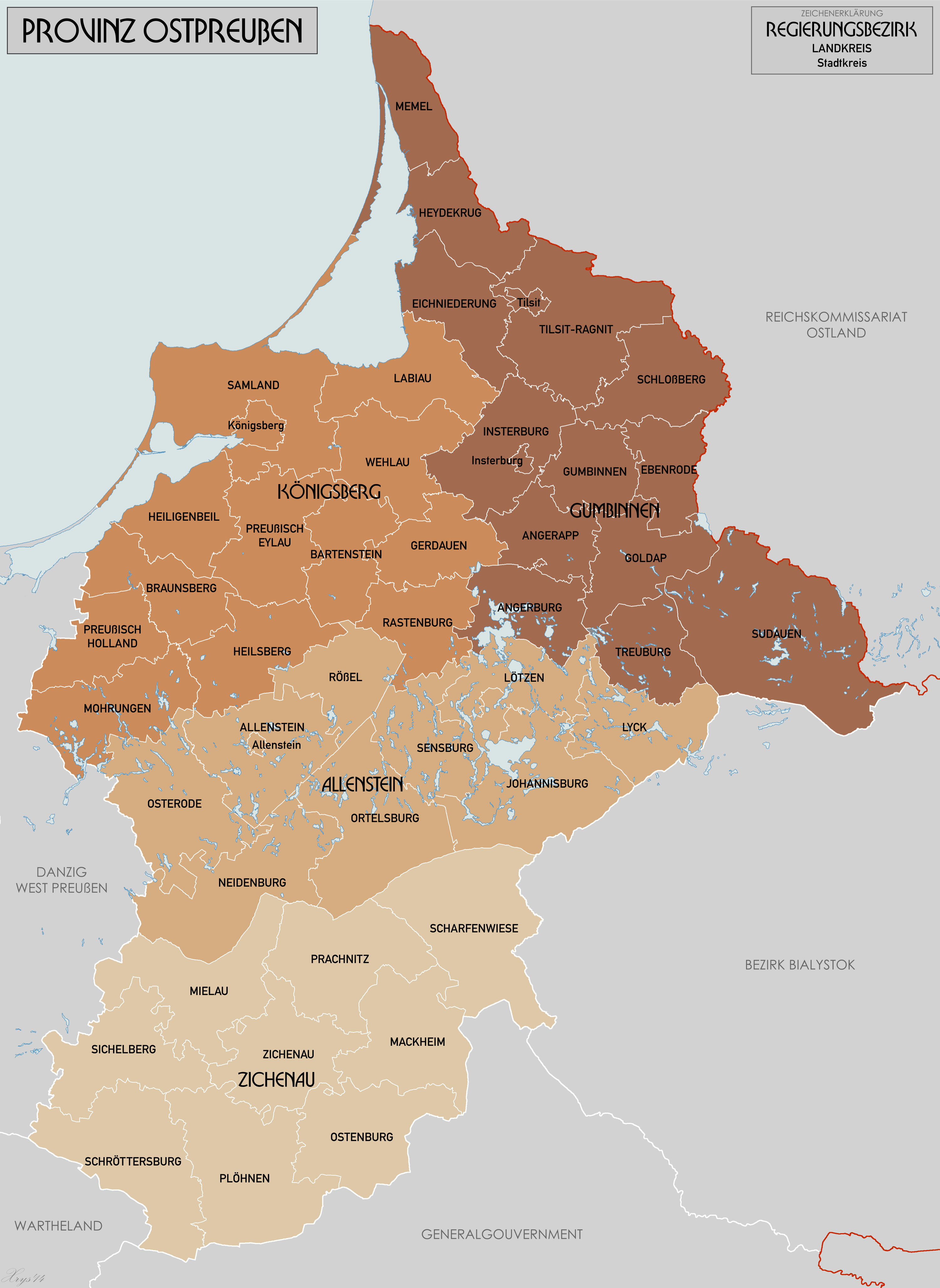
Verwaltungsgliederung, 1945

Einrichtung neuer Landkreise in vorher nie zum Deutschen Reich gehörendem Gebiet
- 1939 Landkreis Praschnitz (aus poln. Przasnysz)
- 1939 Landkreis Zichenau (aus poln. Ciechanów)
- 1941 Landkreis Mackeim (zunächst Makow, aus poln. Maków)
- 1941 Landkreis Mielau (zunächst Mlawa, aus poln. Mława)
- 1941 Landkreis Scharfenwiese (zunächst Ostrolenka, aus poln. Ostrołęka)
- 1941 Landkreis Schröttersburg (zunächst Plock, aus poln. Płock)
- 1941 Landkreis Plöhnen (zunächst Plonsk, aus poln. Płońsk)
- 1941 Landkreis Ostenburg (zunächst Pultusk, aus poln. Pułtusk)
- 1941 Landkreis Sichelberg (zunächst Schirps, aus poln. Sierpc)
- 1941 Landkreis Sudauen (zunächst Suwalken, aus poln. Suwałki)

### Verwaltungsgliederung 1937 und 1945
| Verwaltungsgliederung Ostpreußens | Verwaltungsgliederung Ostpreußens |
| Stand 31. Dezember 1937 | Stand 1. Januar 1945 |
| Regierungsbezirk Allenstein | Regierungsbezirk Allenstein |
| Stadtkreis | Stadtkreis |
| --- | --- |
| 1. Allenstein | 1. Allenstein |
| Landkreise | |
| 1. Allenstein 2. Johannisburg 3. Lötzen 4. Lyck 5. Neidenburg 6. Ortelsburg 7. Osterode i. Ostpr. 8. Rößel (Sitz: Bischofsburg) 9. Sensburg                                                        | 1. Allenstein 2. Johannisburg 3. Lötzen 4. Lyck 5. Neidenburg 6. Ortelsburg 7. Osterode i. Ostpr. 8. Rößel (Sitz: Bischofsburg) 9. Sensburg                                                                               |
| Regierungsbezirk Gumbinnen | |
| Stadtkreise | |
| 1. Insterburg 2. Tilsit | 1. Memel 2. Insterburg 3. Tilsit |
| Landkreise | |
| 1. Angerburg 2. Darkehmen 3. Goldap 4. Gumbinnen 5. Insterburg 6. Niederung [Sitz: Heinrichswalde] 7. Pillkallen 8. Stallupönen 9. Tilsit-Ragnit [Sitz: Tilsit] 10. Treuburg                       | 1. Angerapp 2. Angerburg 3. Ebenrode 4. Elchniederung [Sitz: Heinrichswalde] 5. Goldap 6. Gumbinnen 7. Heydekrug 8. Insterburg 9. Memel 10. Schloßberg (Ostpr.) 11. Sudauen 12. Tilsit-Ragnit [Sitz: Tilsit] 13. Treuburg |
| Regierungsbezirk Königsberg | |
| Stadtkreis | |
| 1. Königsberg (Pr) | 1. Königsberg (Pr) |
| Landkreise | |
| 1. Bartenstein 2. Braunsberg 3. Fischhausen 4. Gerdauen 5. Heiligenbeil 6. Heilsberg 7. Königsberg (Pr) 8. Labiau 9. Mohrungen 10. Preußisch Eylau 11. Preußisch Holland 12. Rastenburg 13. Wehlau | 1. Bartenstein (Ostpr.) 2. Braunsberg (Ostpr.) 3. Gerdauen 4. Heiligenbeil 5. Heilsberg 6. Labiau 7. Mohrungen 8. Preußisch Eylau 9. Preußisch Holland 10. Rastenburg 11. Samland (Sitz: Königsberg) 12. Wehlau           |
| Regierungsbezirk Westpreußen (Sitz: Marienwerder) | |
| Stadtkreis | |
| 1. Elbing | |
| Landkreise | |
| 1. Elbing 2. Marienburg (Westpr.) 3. Marienwerder 4. Rosenberg i. Westpr. 5. Stuhm | |
| Regierungsbezirk Zichenau | |
| Landkreise | |
| | 1. Mackeim 2. Mielau 3. Ostenburg 4. Plöhnen 5. Praschnitz 6. Scharfenwiese 7. Schröttersburg 8. Sichelberg 9. Zichenau                                                                                                   |

## Politik

### Oberpräsidenten
1765 wurde Johann Friedrich von Domhardt Präsident der Gumbinner und Königsberger Kriegs- und Domänenkammern und damit der erste Oberpräsident in Ostpreußen. Ihm folgte 1791 Friedrich Leopold von Schrötter, der 1795 Minister für Ost- und Neu-Ostpreußen wurde. 1814–1824 war Hans Jakob von Auerswald Oberpräsident von Ostpreußen. Unter seinem Nachfolger Theodor von Schön (1824–1842) wurden West- und Ostpreußen zur Provinz Preußen vereinigt. Ihm folgten
1842–1848: Carl Wilhelm von Bötticher
1848–1849: Rudolf von Auerswald
1849–1850: Eduard von Flottwell
1850–1868: Franz August Eichmann
1869–1882: Karl von Horn (1872–1880 Bau des Regierungsgebäudes)
1882–1891: Albrecht von Schlieckmann
1891–1895: Udo zu Stolberg-Wernigerode
1895–1901: Wilhelm von Bismarck
1901–1903: Hugo Samuel von Richthofen
1903–1907: Friedrich von Moltke
1907–1914: Ludwig von Windheim
1914–1916: Adolf Tortilowicz von Batocki-Friebe
1916–1918: Friedrich von Berg
1918–1919: Adolf Tortilowicz von Batocki-Friebe
1919–1920: August Winnig, SPD
1920–1932: Ernst Siehr, DDP
1932–1933: Wilhelm Kutscher, DNVP
1933–1945: Erich Koch, NSDAP

### Wahlen zum Provinziallandtag
- KPD: 6
- SPD: 20
- USPD: 6
- DDP: 6
- Z: 8
- DVP: 13
- DNVP: 23
- PNP: 1
- Sonst.: 2

- KPD: 6
- SPD: 22
- DDP: 3
- WP: 4
- Z: 6
- VRP: 2
- DNVP/DVP: 40
- DVFP: 4

- 1925: DNVP/DVP 45,6 % – 40 Sitze | SPD 24,8 % – 22 Sitze | Zentrum 6,9 % – 6 Sitze | KPD 6,9 % – 6 Sitze | WP 4,2 % – 4 Sitze| DVFP 4,2 % – 4 Sitze | DDP 3,6 % – 3 Sitze | VRP 2,4 % – 2 Sitze
- 1929: DNVP 31,2 % – 27 Sitze | SPD 26,0 % – 23 Sitze | DVP 8,7 % – 8 Sitze | KPD 8,6 % – 8 Sitze | Zentrum 8,1 % – 7 Sitze | NSDAP 4,3 % – 4 Sitze | WP 4,0 % – 4 Sitze | CSVD 3,0 % – 3 Sitze | DDP 2,8 % – 3 Sitze
- 1933: NSDAP 58,2 % – 51 Sitze | SPD 13,6 % – 12 Sitze | DNVP 12,7 % – 11 Sitze | Zentrum 7,0 % – 7 Sitze | KPD 6,0 % – 6 Sitze

An 100 % fehlende Stimmen = Nicht im Provinziallandtag vertretene Wahlvorschläge.

### Landeshauptmänner des Provinziallandtages
1876–1878: Heinrich Rickert
1878–1884: Kurt von Saucken-Tarputschen
1884–1888: Alfred von Gramatzki
1888–1895: Klemens von Stockhausen
1896–1909: Rudolf von Brandt
1909–1916: Friedrich von Berg
1916–1928: Manfred von Brünneck-Bellschwitz
1928–1936: Paul Blunk
1936–1939 (?): Helmuth von Wedelstädt

### Wahlen zum Reichstag
Die Provinz bildete für die Wahlen zum Reichstag (Weimarer Republik) den Wahlkreis 1.

## Wirtschaft

### Landwirtschaft
Bis 1945 war die Wirtschaft Ostpreußens überwiegend agrarisch geprägt. Bodenschätze fehlten nahezu. Aufgrund der geringen Bevölkerungsdichte von gebietsweise nur knapp 50 Menschen je km² (Stand: 1938) war der land- und forstwirtschaftliche Sektor auf den Export seiner Überschüsse angewiesen.
Als fruchtbar galten die Niederungsgebiete zwischen der Nogat und der Memel sowie ein Teil des Baltischen Landrückens, oft mit guten Lehmböden. Andere Gebiete besaßen mitunter nur dürftigen Sandboden. Die Bewässerung über Seen und Flüsse glich den Mangel an Niederschlägen meist aus.
Nachteilig war das verhältnismäßig kühle Klima. So lag z. B. die mittlere Januartemperatur im Südosten bei 5° unter Null. Die Obstblüte begann meist erst Ende Mai, auch das Getreide war spät erntereif. Darum lohnte es sich nicht, zwischen der Ernte des Sommergetreides und der Aussaat des Wintergetreides noch eine Zwischenfrucht zu pflanzen. Haupterzeugnisse waren Roggen und Kartoffeln. Schwach ausgebildet waren der Anbau von Flachs (Königsberg, Insterburg, Allenstein) und Tabak (Elbing).
Profitabel war die Viehwirtschaft, so die extensive Rinderzucht und damit verbunden die Herstellung von Molkereiprodukten in der Region um Tilsit. Im Süden Ostpreußens verlegte man sich indes auf die reine Fleischproduktion, mit der Aufzucht von „Magervieh“ (Mastvieh), Schafen und Gänsen. Hinzu kam die Pferdezucht, wobei sich das Hauptgestüt Trakehnen einen internationalen Ruf erwarb.
Die Forstwirtschaft profitierte von den üppigen Laubholzbeständen im Gebiet der Seenplatte; von Bedeutung waren ebenso die Kiefernwälder im Raum Rominten-Johannisburg.

### Industrie
Der Bernstein zählte zu den wenigen Bodenschätzen Ostpreußens, gab aber nur einigen tausend Menschen Arbeit. Er wurde im Tagebau bei Palmnicken gewonnen und in der Manufaktur in Königsberg verarbeitet. Das Fehlen von Steinkohle als Energieträger behinderte den Aufbau einer nennenswerten Industrie. Das geringe Gefälle der Tieflandflüsse machte auch die Nutzung der Wasserkraft nahezu unmöglich. Darum beschränkte sich das Gewerbe fast ausschließlich auf die Verarbeitung der land- und forstwirtschaftlichen Rohzeugnisse in Mühlen, Brennereien, Stärkefabriken und Sägewerken. Zwei Ausnahmen waren der Lokomotivenbau in Elbing und der Waggon-, Lokomotiven- und Schiffsbau in Königsberg.
Hinderlich war das unzureichende Verkehrswegenetz. Die bis zu vier Monate vereisten Flüsse konnten nur von Fahrzeugen bis zu 400 Tonnen genutzt werden, der Oberländische Kanal verkraftete gar nur Kähne bis maximal 100 Tonnen. Den Meereszugang behinderte zudem die verhältnismäßig starke Dünenbildung an der Küste.

## Bekannte Ostpreußen
Als bekannte Ostpreußen gelten prominente Personen, die in Ostpreußen geboren und aufgewachsen sind. Dazu gehören:
- Lovis Corinth (1858–1925), Maler
- Otto von Corvin (1812–1886), Schriftsteller
- Marion Gräfin Dönhoff (1909–2002), Publizistin
- Johann Georg Hamann (1730–1788), christlicher Philosoph und Schriftsteller
- Johann Gottfried Herder (1744–1803), Dichter, Theologe, Philosoph
- David Hilbert (1862–1943), Mathematiker
- E. T. A. Hoffmann (1776–1822), Schriftsteller, Komponist und Musiker
- Ingo Insterburg (1934–2018), Komödiant und Musiker
- Immanuel Kant (1724–1804), Philosoph
- Käthe Kollwitz (1867–1945), Künstlerin
- Eberhard von Kuenheim (* 1928), Manager und ehemaliger Vorstandsvorsitzender der BMW AG
- Udo Lattek (1935–2015), Fußballtrainer und Journalist
- Veruschka Gräfin von Lehndorff (* 1939), Künstlerin
- Siegfried Lenz (1926–2014), Schriftsteller
- Albert Lieven (1906–1971), Schauspieler
- Wolf von Lojewski (* 1937), Fernseh-Journalist
- Siegfried Maruhn (1923–2011), Journalist und Autor
- Erich Mendelsohn (1887–1953), Architekt
- Agnes Miegel (1879–1964), Schriftstellerin
- Armin Mueller-Stahl (* 1930), Schauspieler
- Hagen Mueller-Stahl (1926–2019), Theaterregisseur, Filmregisseur und Schauspieler
- Oskar Negt (1934–2024), Soziologe
- Manfred Scheffner (1939–2019), Jazz-Diskograph
- Heinz Sielmann (1917–2006), Tierfilmer
- Arnold Sommerfeld (1868–1951), Mathematiker und Physiker
- Georg Sterzinsky (1936–2011), römisch-katholischer Erzbischof von Berlin
- Heinrich August Winkler (* 1938), Historiker

### Bekannte politische Personen
- Hannah Arendt (1906–1975), politische Theoretikerin, verbrachte ihre Jugend hier
- Rainer Barzel (1924–2006), Politiker (CDU)
- Otto Braun (1872–1955), preußischer Ministerpräsident (SPD)
- Herbert Ehrenberg (1926–2018), Politiker (SPD)
- Hugo Haase (1863–1919), Politiker (SPD)
- Leah Rabin (1928–2000), israelische Politikerin
- George Turner (* 1935), Wissenschaftspolitiker, Berliner Senator
- Hans-Jürgen Wischnewski (1922–2005), Politiker

### Nobelpreisträger
- Otto Wallach (1910, Chemie)
- Wilhelm Wien (1911, Physik)
- Fritz Albert Lipmann (1953, Medizin)

## Sprache
Die ostniederdeutschen und ostmitteldeutschen Dialekte, die in Ostpreußen gesprochen wurden, werden im Preußischen Wörterbuch erfasst und beschrieben.
Das von den Prußen gesprochene, baltische Altpreußisch war im 17. Jahrhundert ausgestorben.
Im Jahr 1925 gaben 97,2 % der Einwohner Deutsch, 1,8 % Masurisch, 0,9 % Polnisch und 0,1 % Litauisch als Muttersprache an. Auf den Nehrungen wurde unter Fischern Nehrungskurisch gesprochen.

## Eigenart
„Den Ostpreußen fehlt die Grazie. Sie gewinnen nicht bei ihrem Erscheinen; aber auf ihrem soliden Wesen lässt sich sicher bauen. Der Ostpreuße ist die reinste und beste Prosanatur Deutschlands.“

„Die nahezu göttliche Gelassenheit könnte durchaus als ostpreußische Nationaleigentümlichkeit bezeichnet werden.“

## Museen und Archive
- Bildarchiv Ostpreußen
- Geheimes Staatsarchiv Preußischer Kulturbesitz
- Kulturzentrum Ostpreußen
- Landsmannschaft Ostpreußen
- Ostpreußisches Landesmuseum